# Копачі

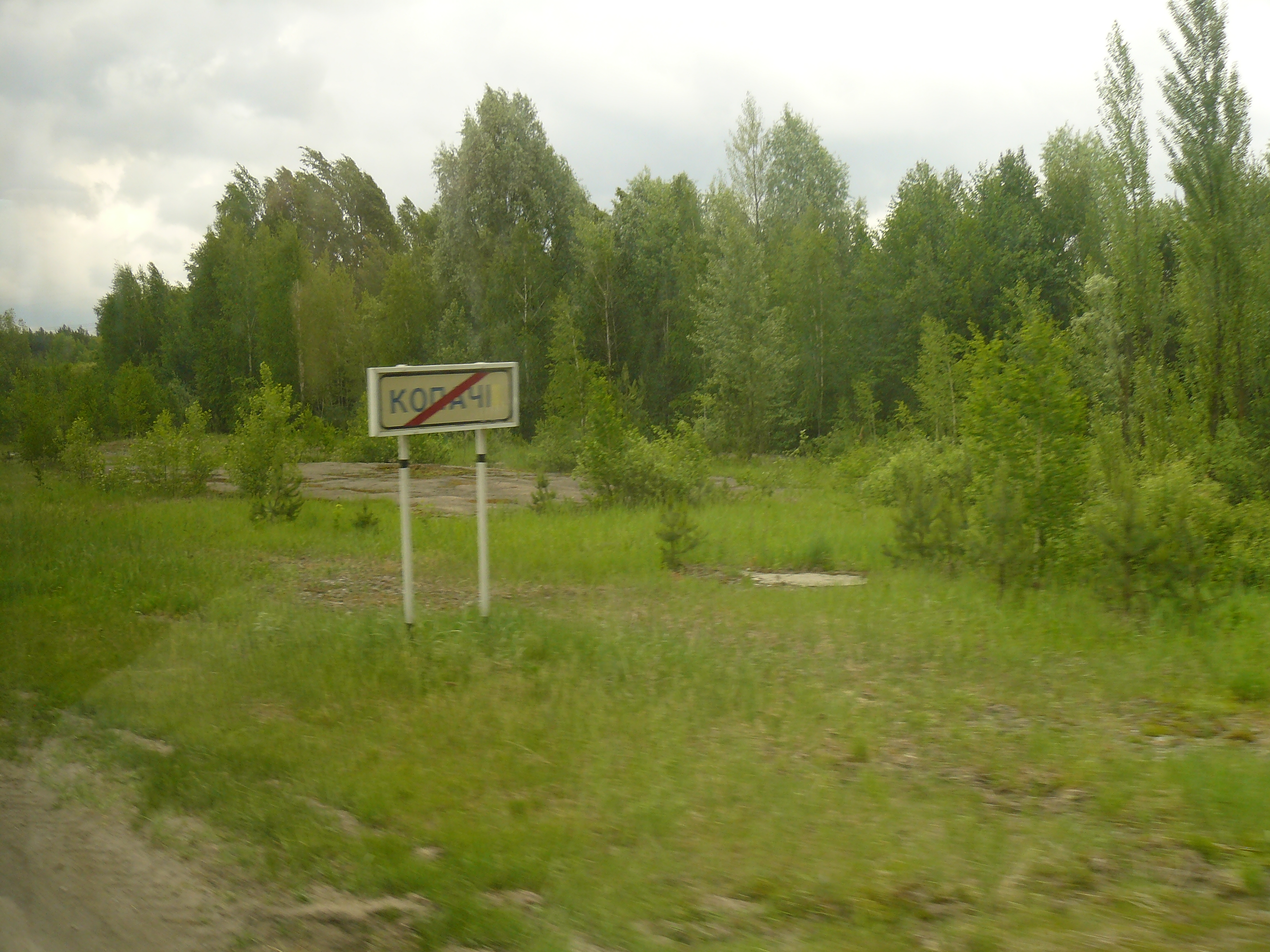
На виїзді з села

Копачі — колишнє село за 4 км від ЧАЕС (найближче до станції), на правому березі річки Прип'ять, в Іванківському районі Київської області. Часовий пояс — Східноєвропейський час (EET) (UTC +2), літнє — (UTC +3).

## Історія села
Одна з перших згадок про село датована 1685 роком. Назва походила не від слова копати, а від копа (купа) — народного сходу для релігійних, торговельних чи судових потреб.
1886 року мешкало 774 православних та 92 євреї (в усій парафії).
1900 року у власницькому селі (належало Сергію Челищеву) проживало 334 мешканці, було 56 дворів. Діяла церковно-парафіяльна дерев'яна церква Великомучениці Параскеви, збудована 1742 року та знищена 1927 року разом з іконами та церковним начинням. У 1971 році населення становило 1024 особи. На межі 1970-80-х рр. у селі проживало близько 1400 мешканців.
Бурхливо розвивалося в 1980-х, перед аварією в селі проживало 1114 мешканців та було 393 дворів. Село було центром сільської ради. Сільській Раді були підпорядковані населені пункти Лелів та Нагірці. Село підпорядковувалося Чорнобильському району.
Після аварії на станції 26 квітня 1986 село було сильно забруднене, ліквідовано шляхом повного знищення і спеціально засипане землею. Лежить у 10-кілометровій зоні відчуження ЧАЕС. У цей час територія незаселена (при експедиції самоселів не виявили). Село стало улюбленим місцем різних тварин.
Мешканців Копачів переселили до села Лехнівка Баришівського району. Офіційно зняте з обліку 1999 року за відсутністю жителів. Виселене внаслідок сильного радіоактивного забруднення.
Територія села згоріла під час лісових пожеж в Чорнобильській зоні у квітні 2020.
З кінця лютого до 1 квітня 2022 року село було окуповане російськими військами.

## Згадки

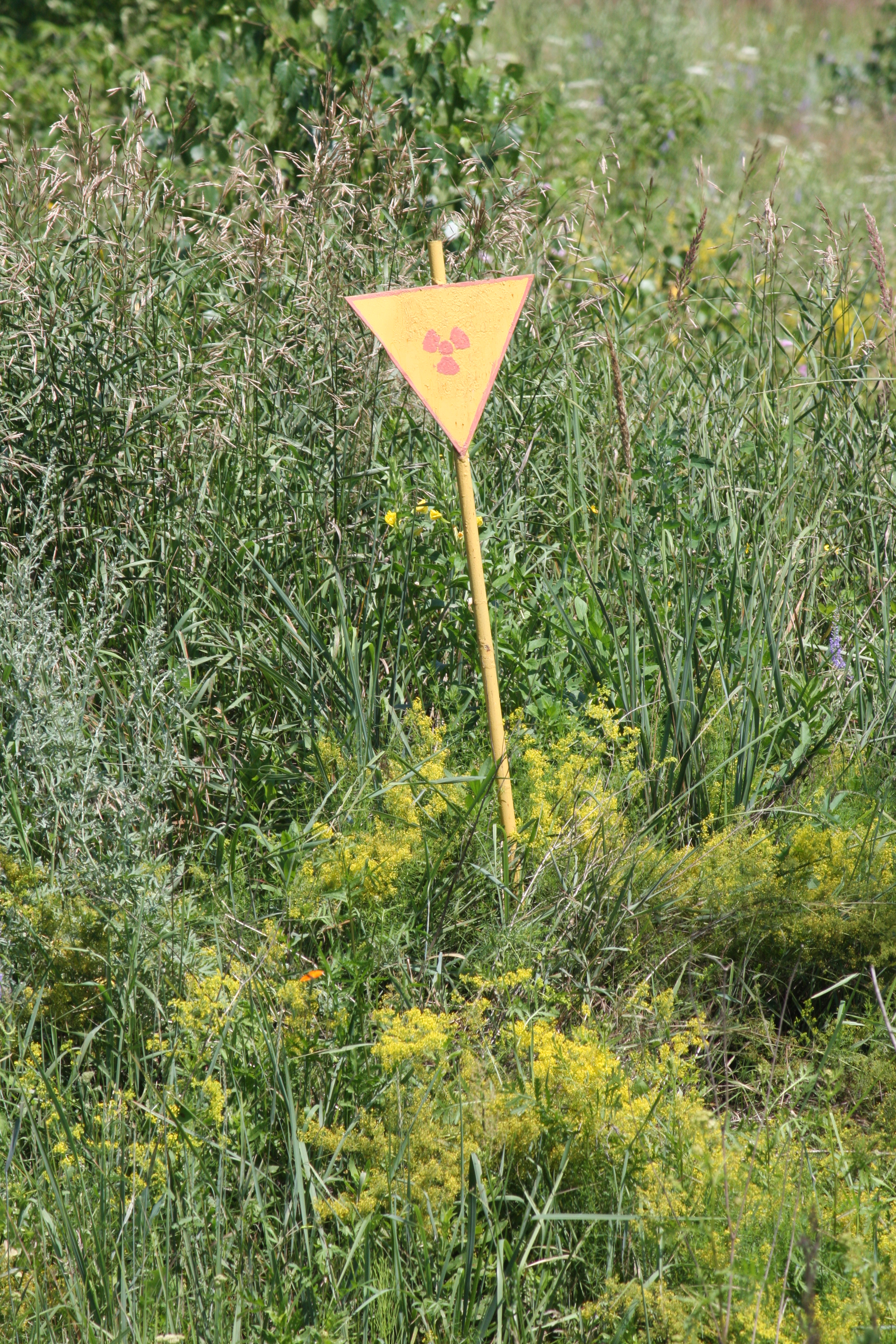

У грі «Сталкер — Поклик Прип'яті» село є частиною (локацією) рівня «Околиці „Юпітера“», у цій грі село відоме тим, що в околицях водиться багато зомбі, а пагорби, що залишилися від старих будівель, випромінюють багато радіації. На руїнах Копачів відбувається битва дядьки Яру і майора Дегтярьова проти найманців. На узвишші на північ від села лежить аномалія «Згарище».

### Дитячий садок

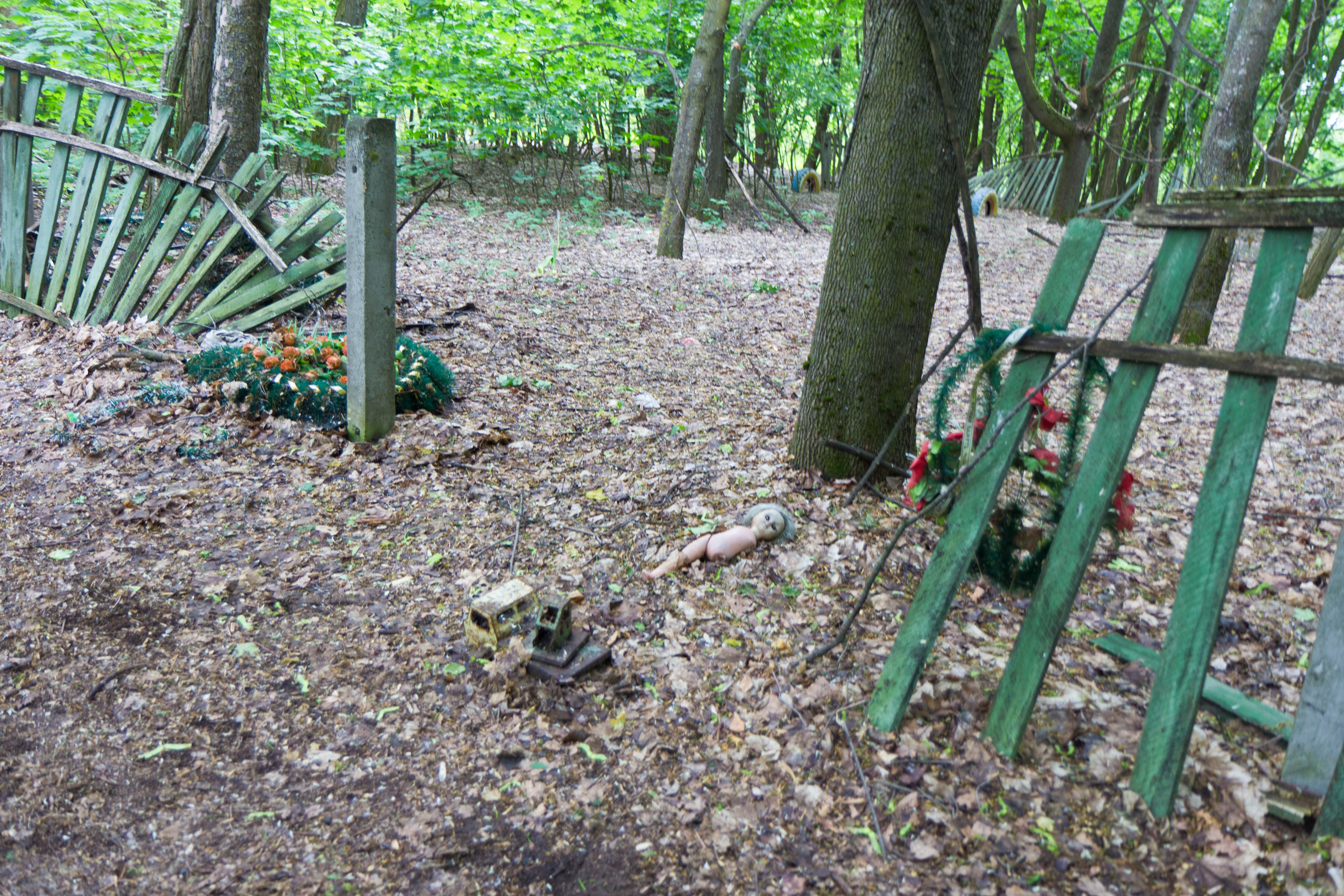
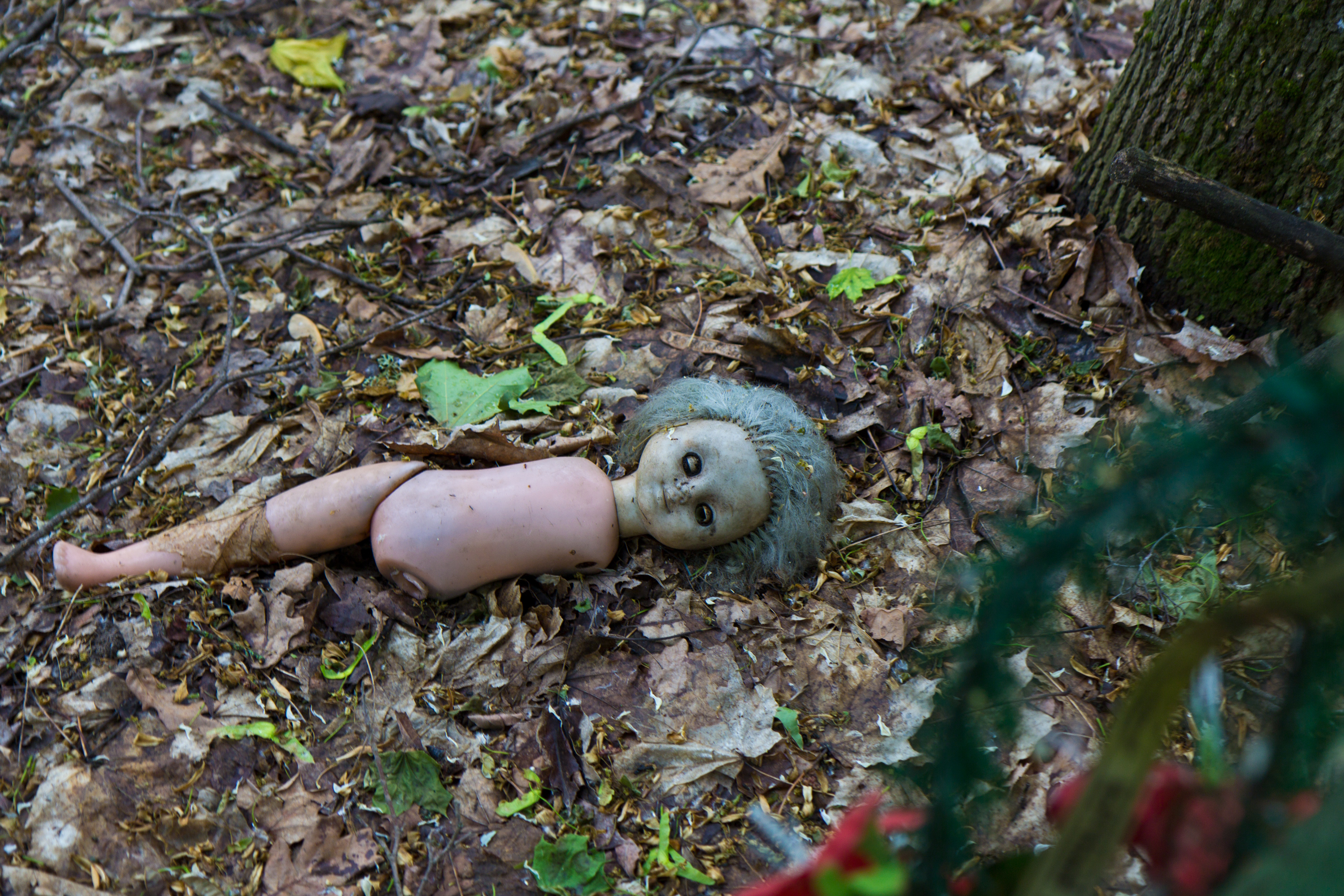
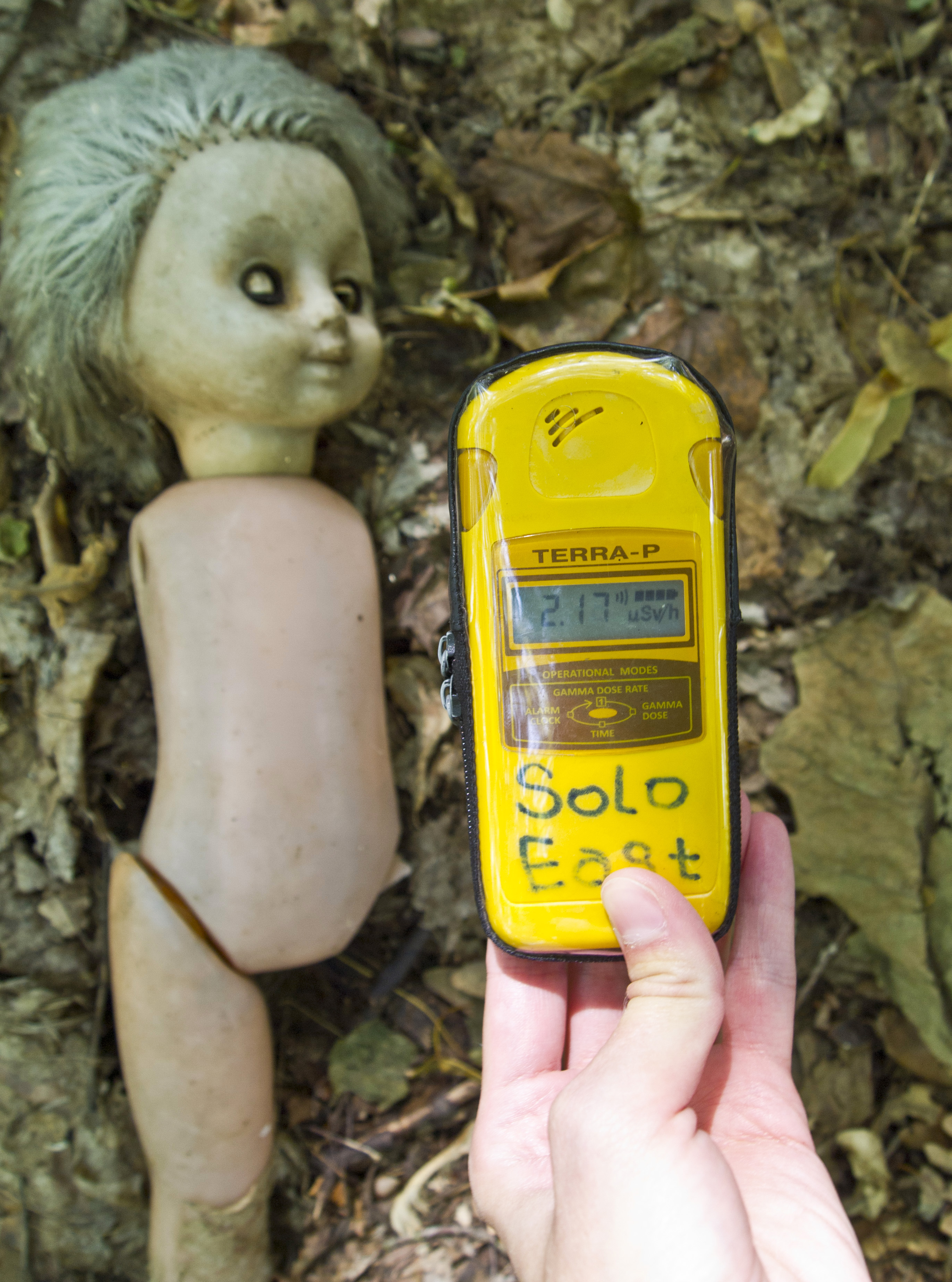
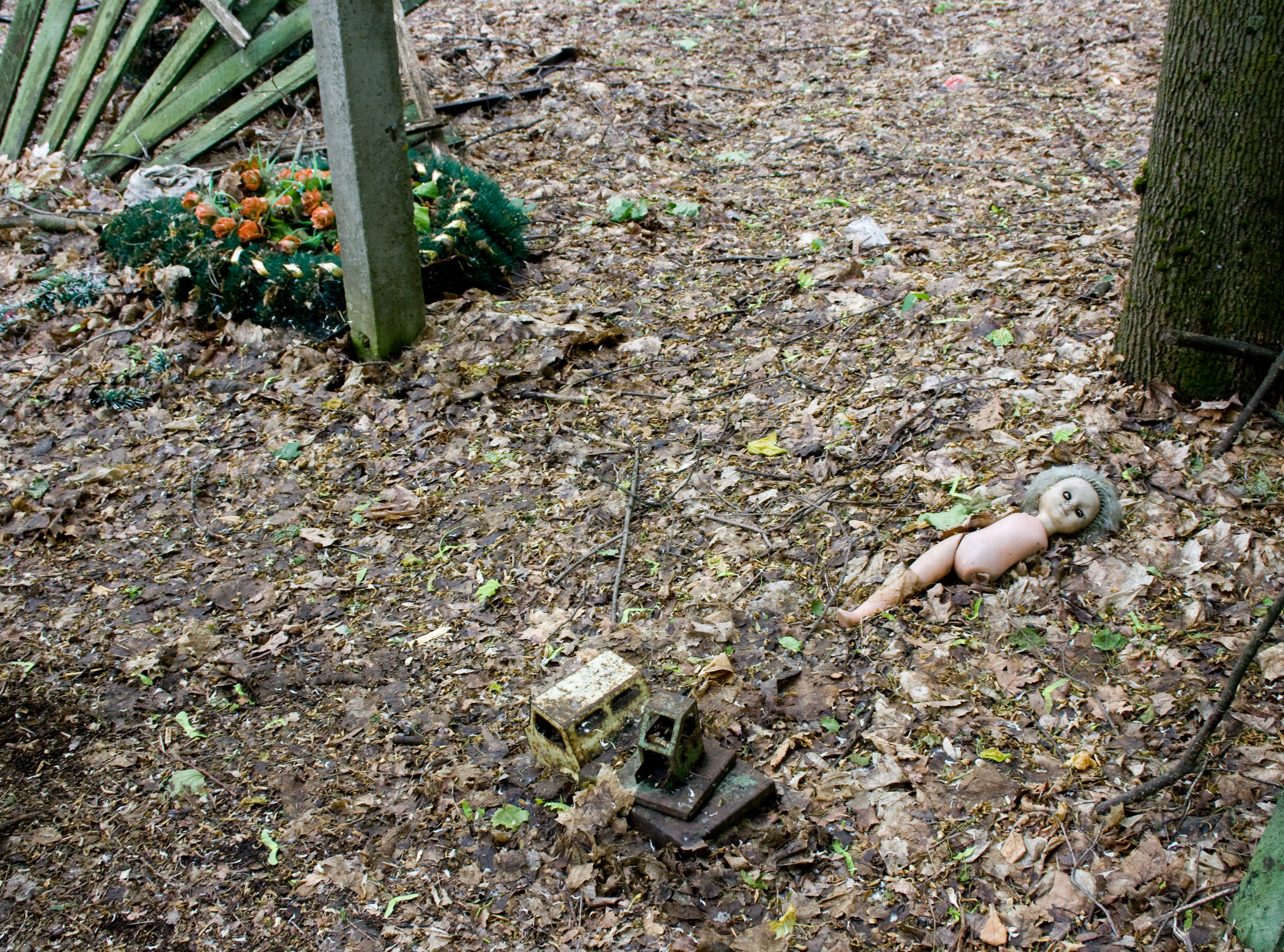
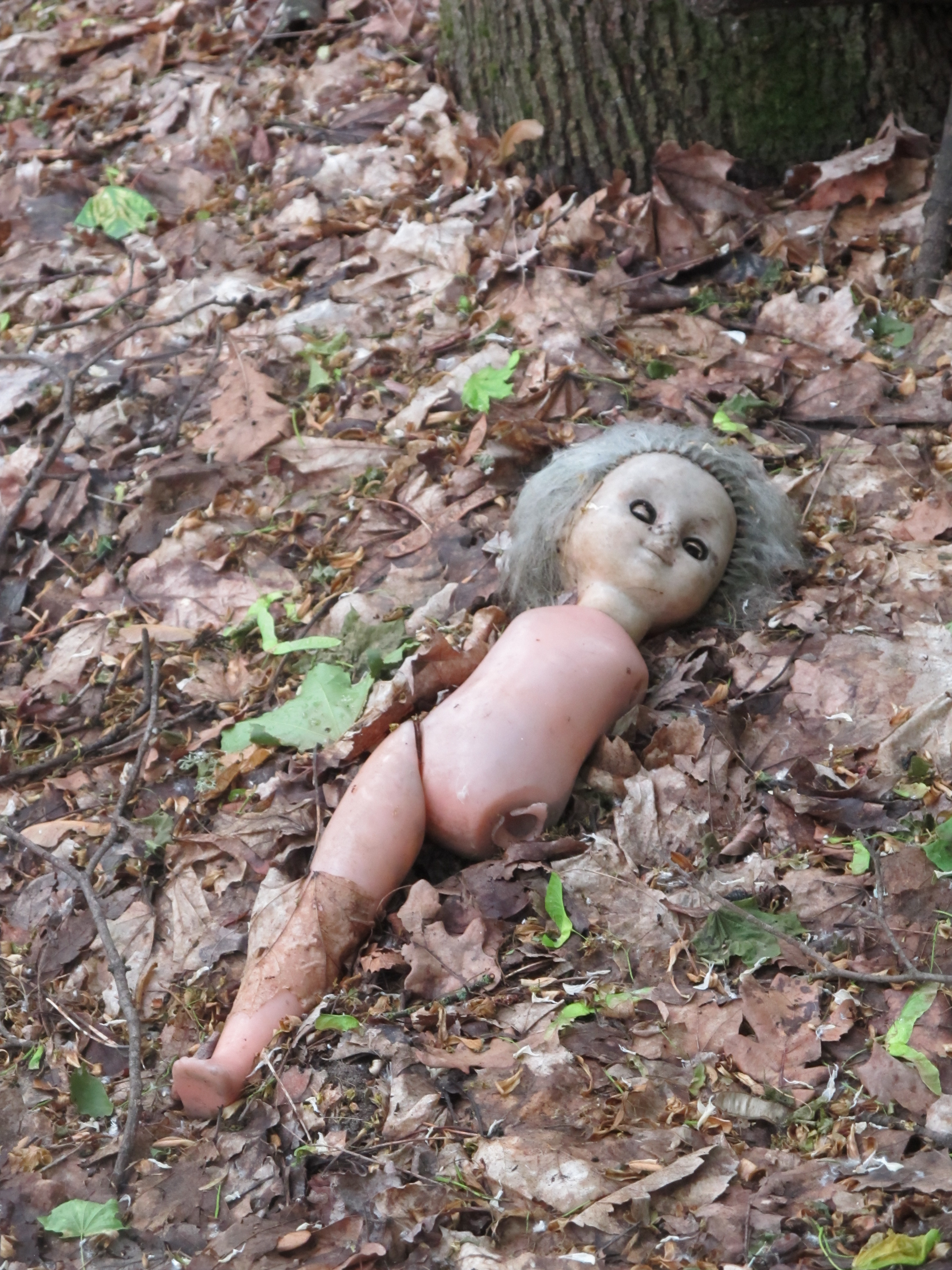
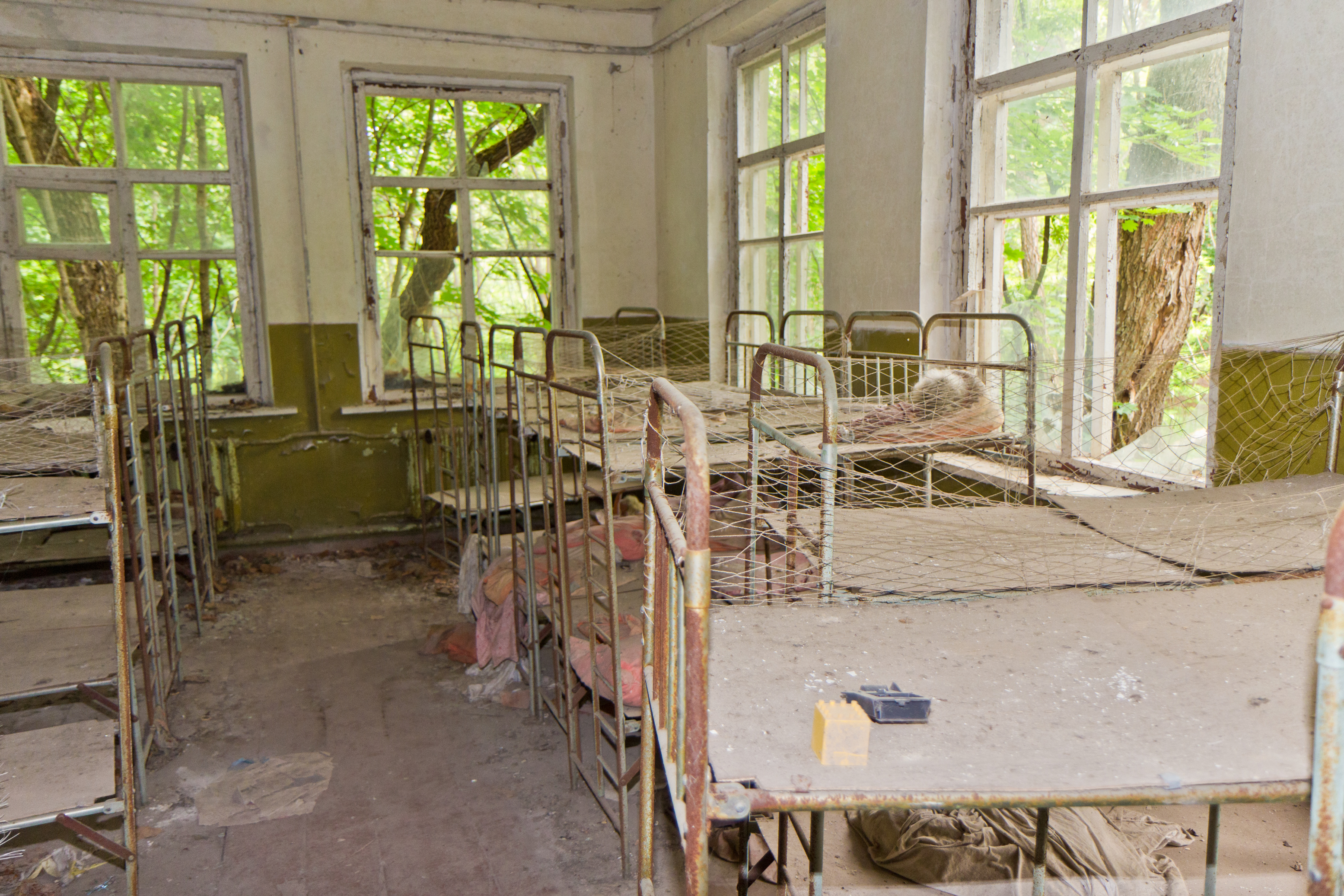
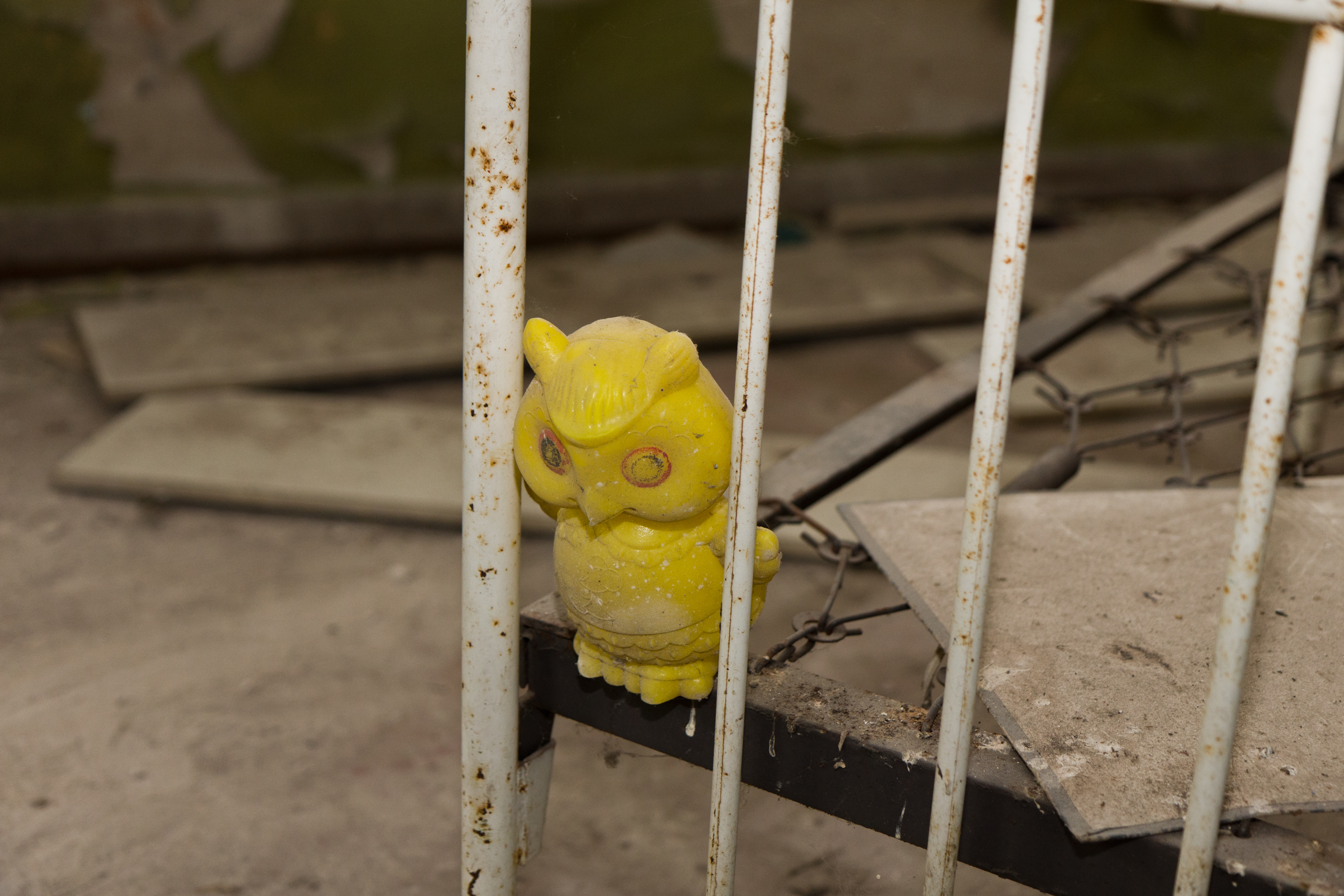
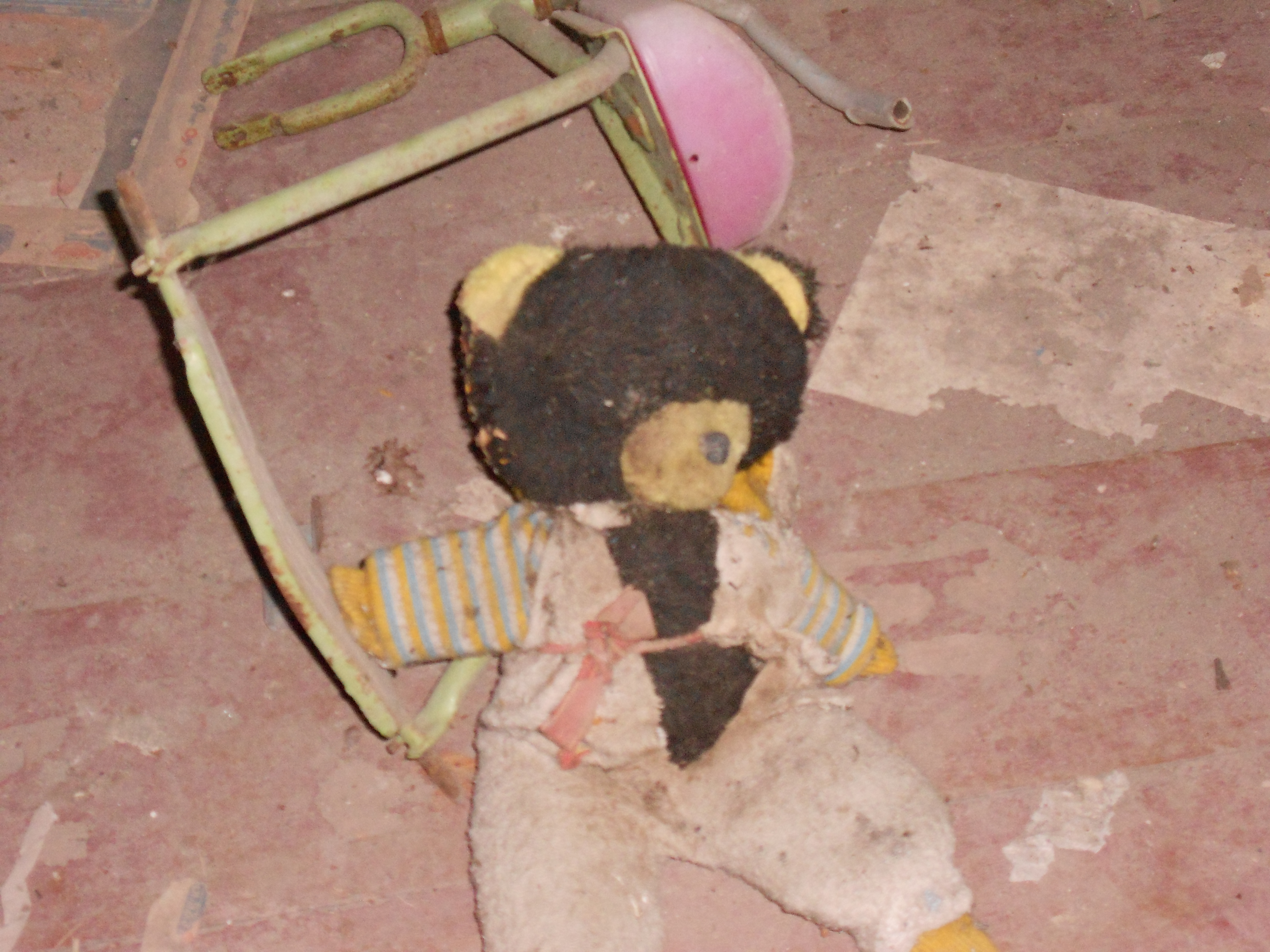
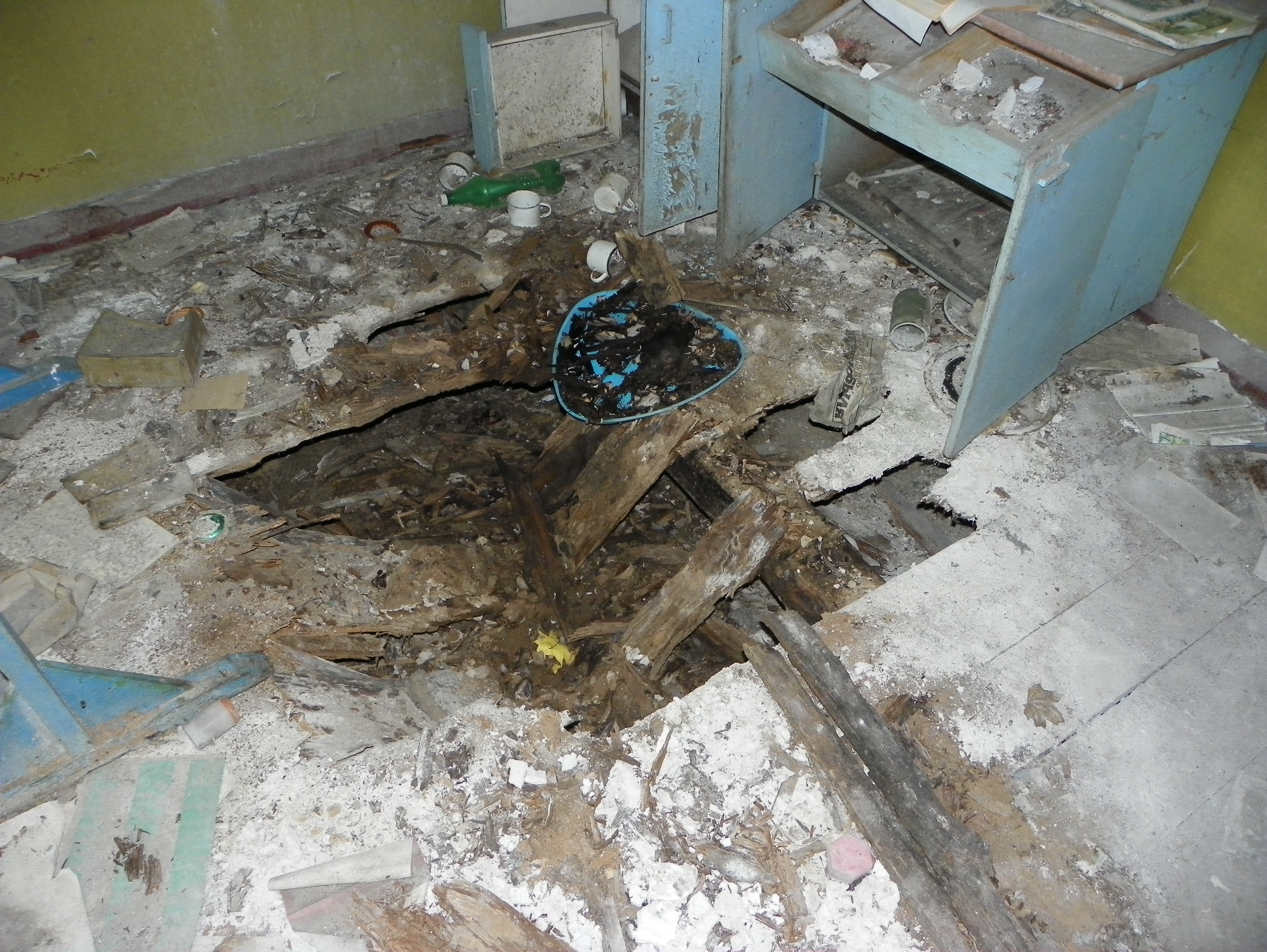
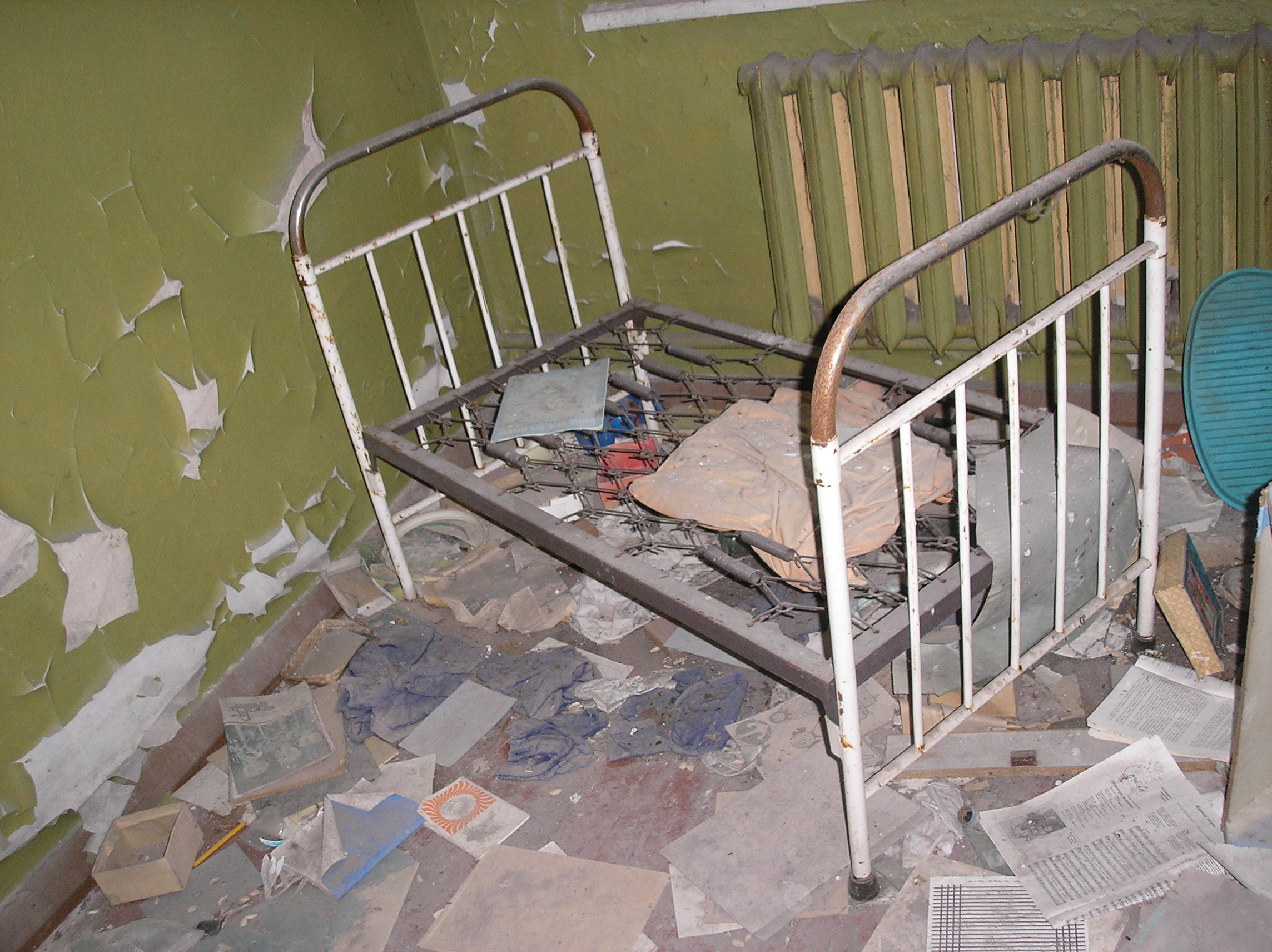
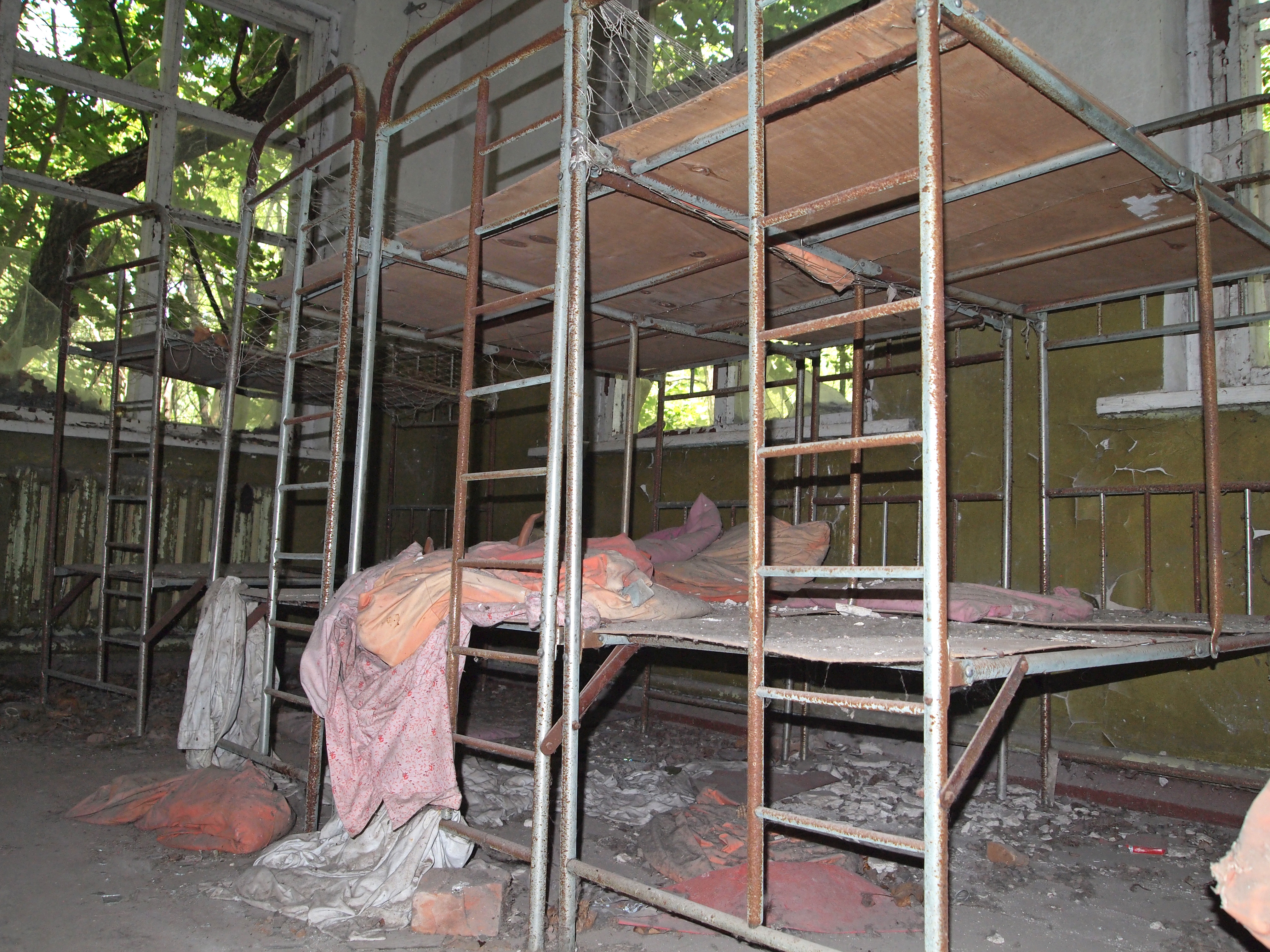
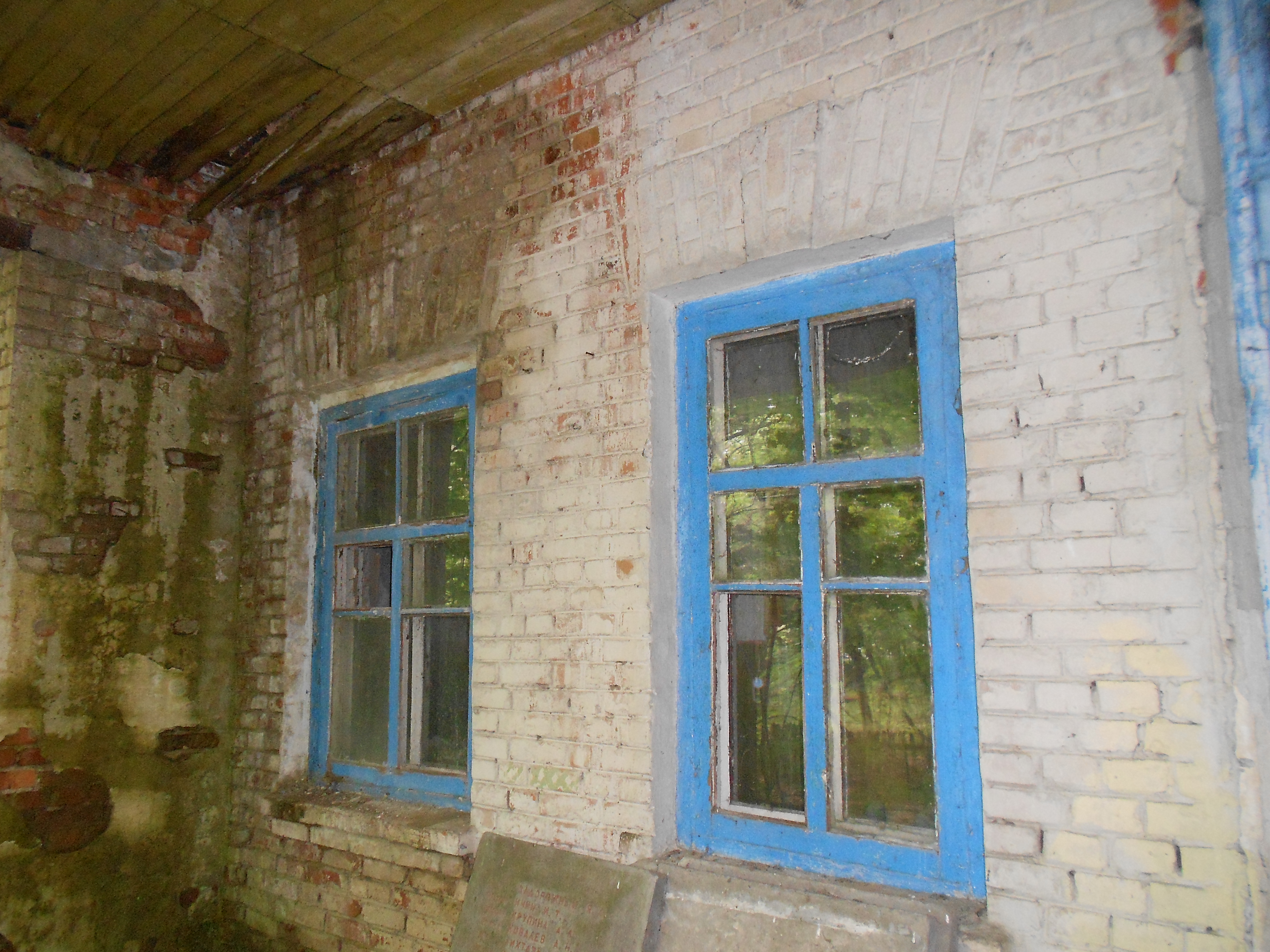
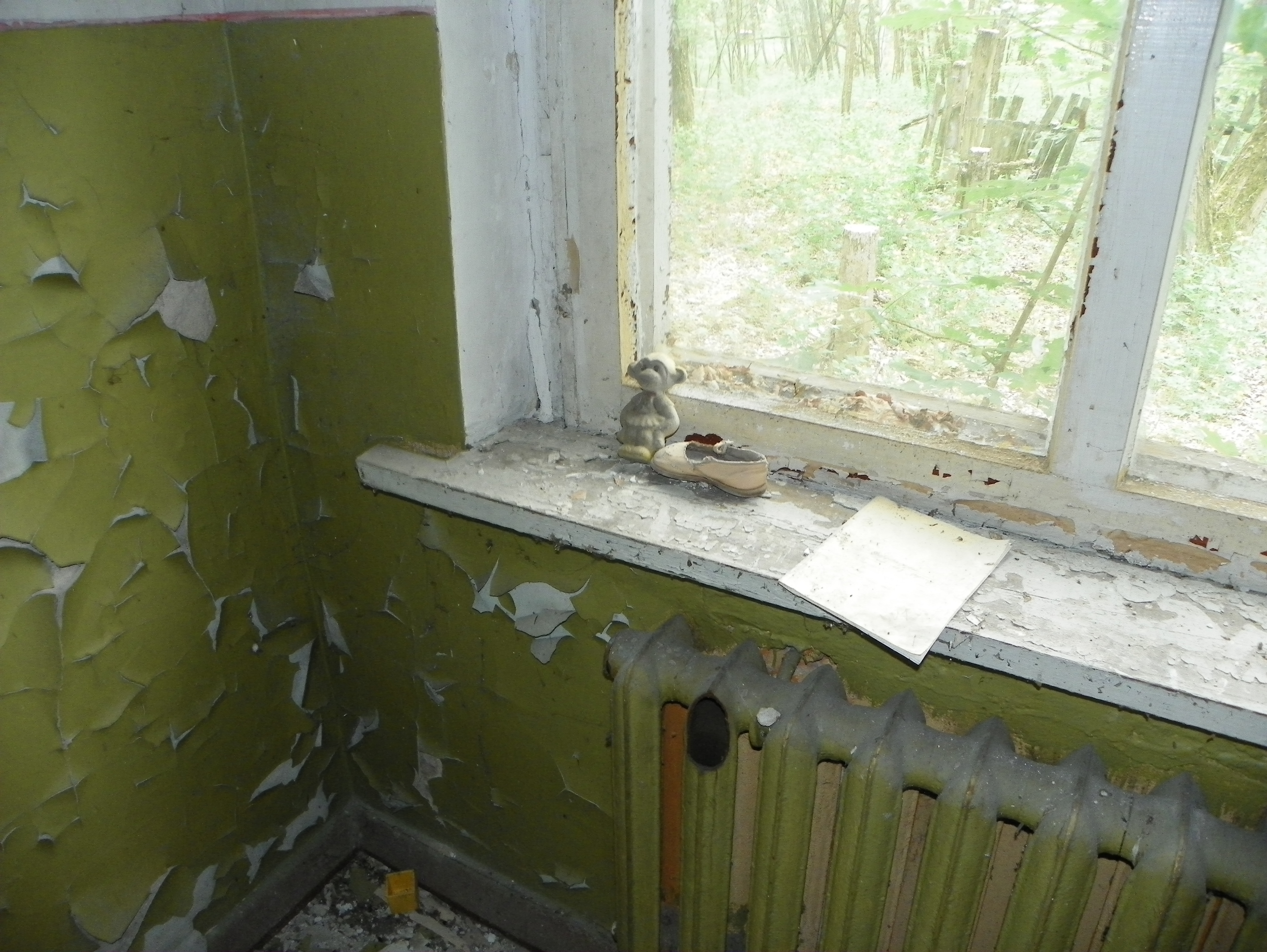
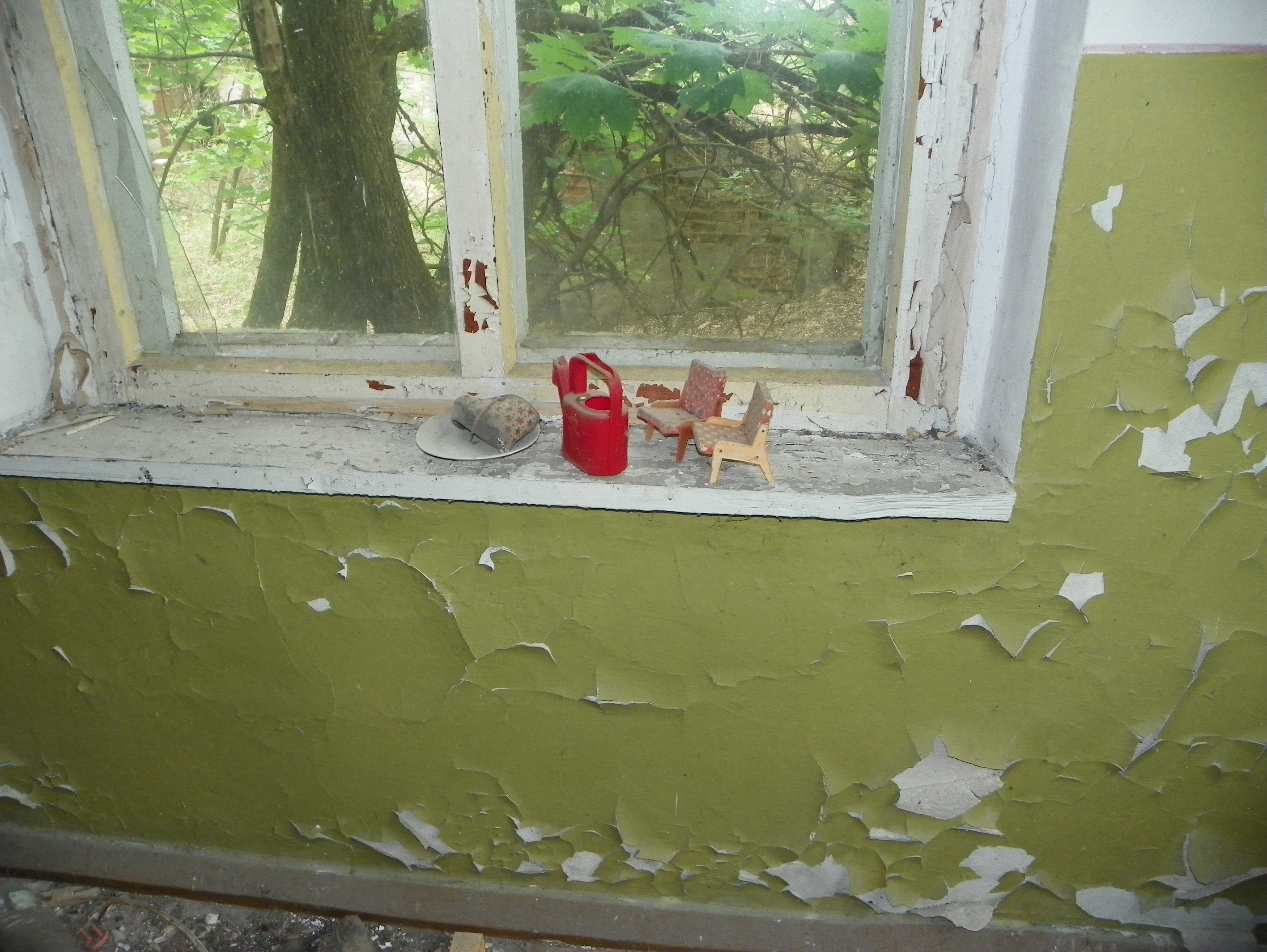
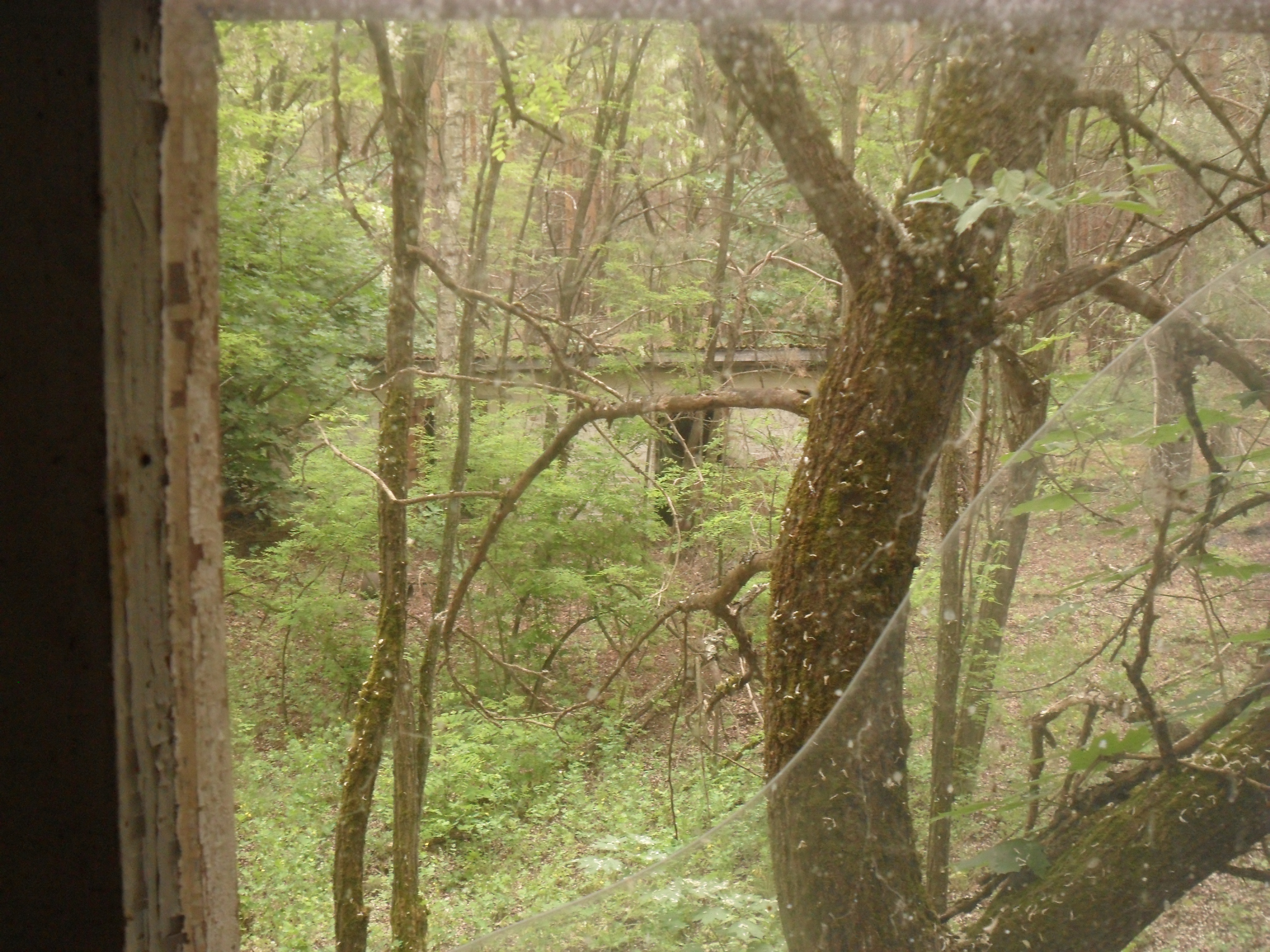
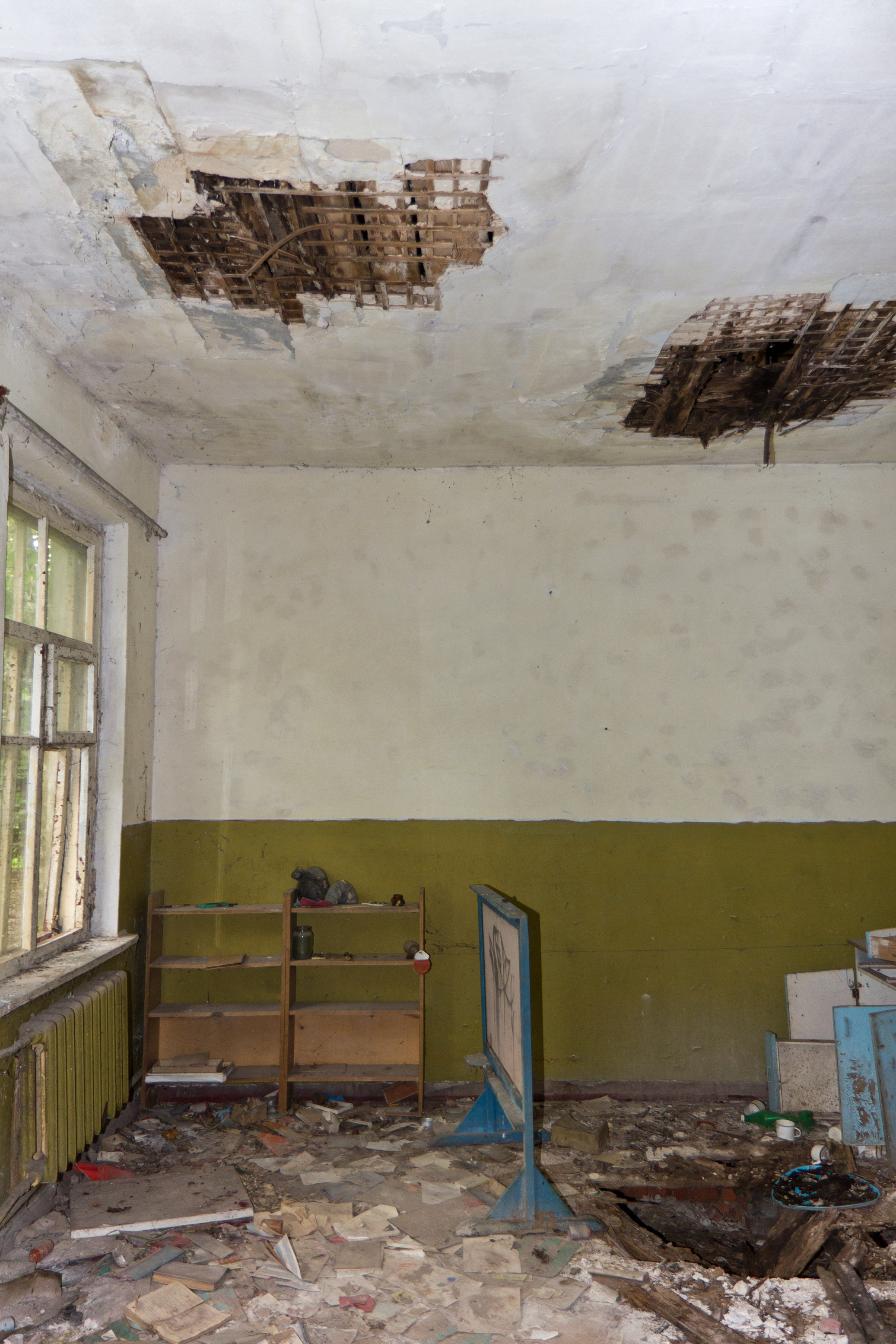
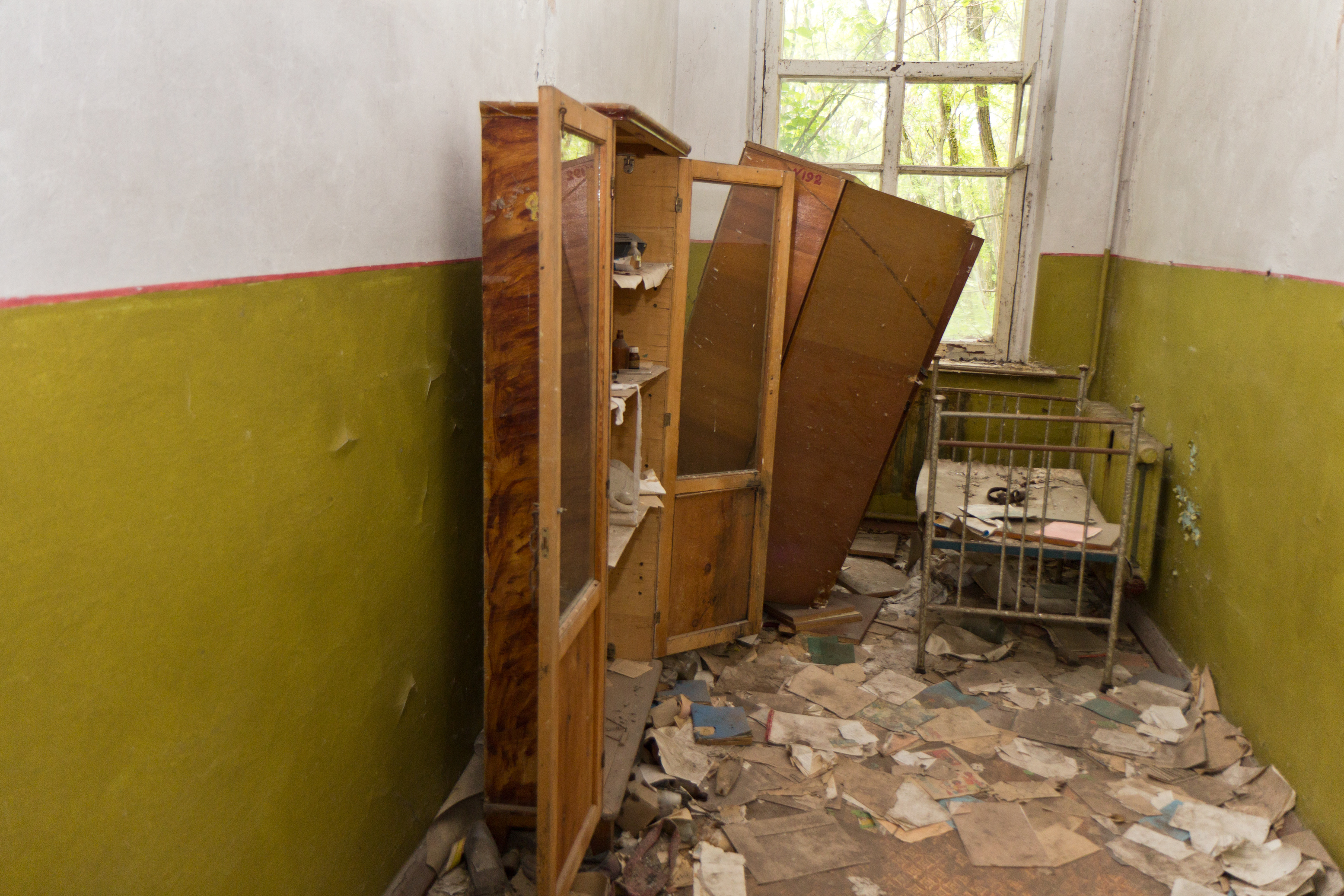
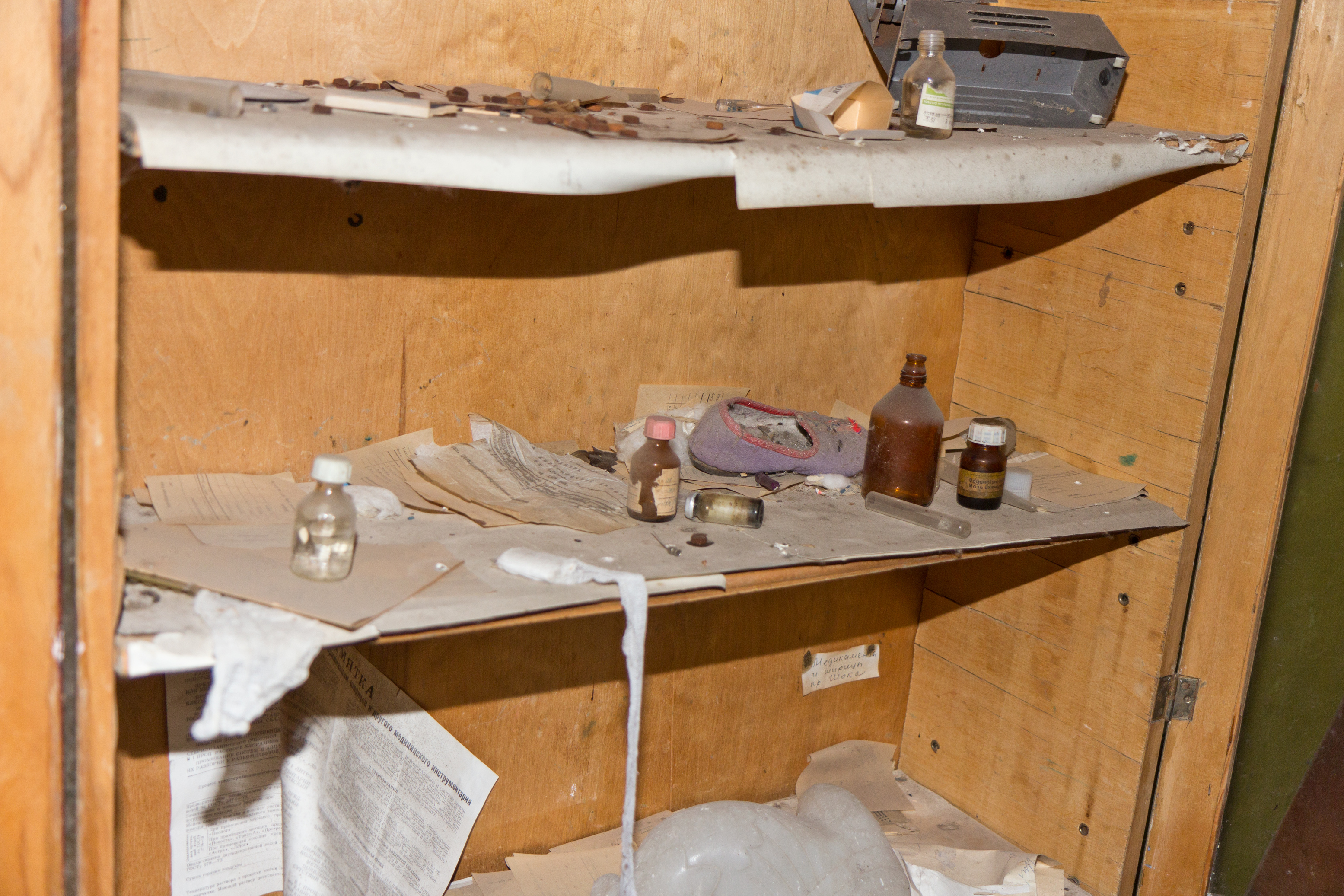
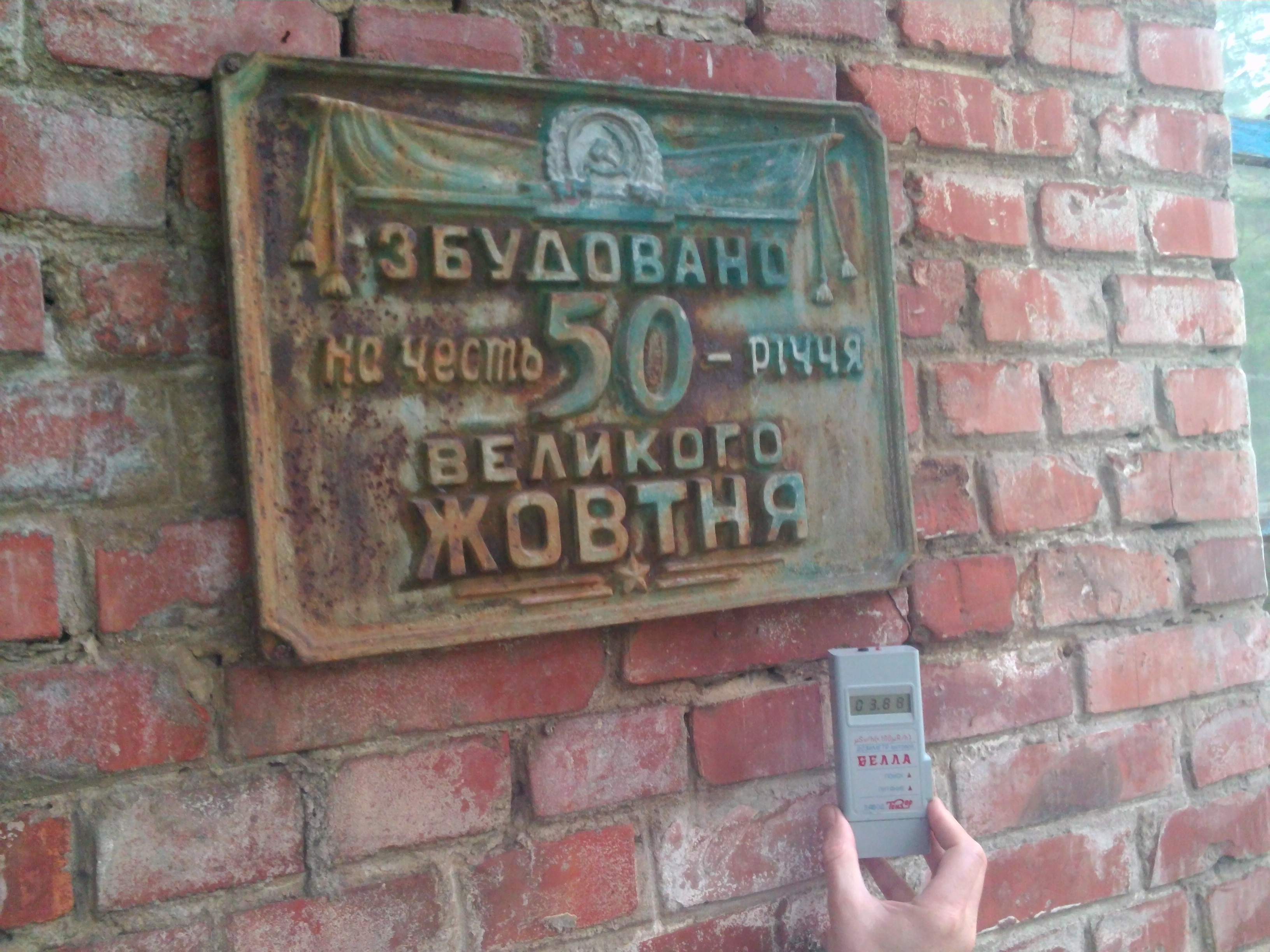
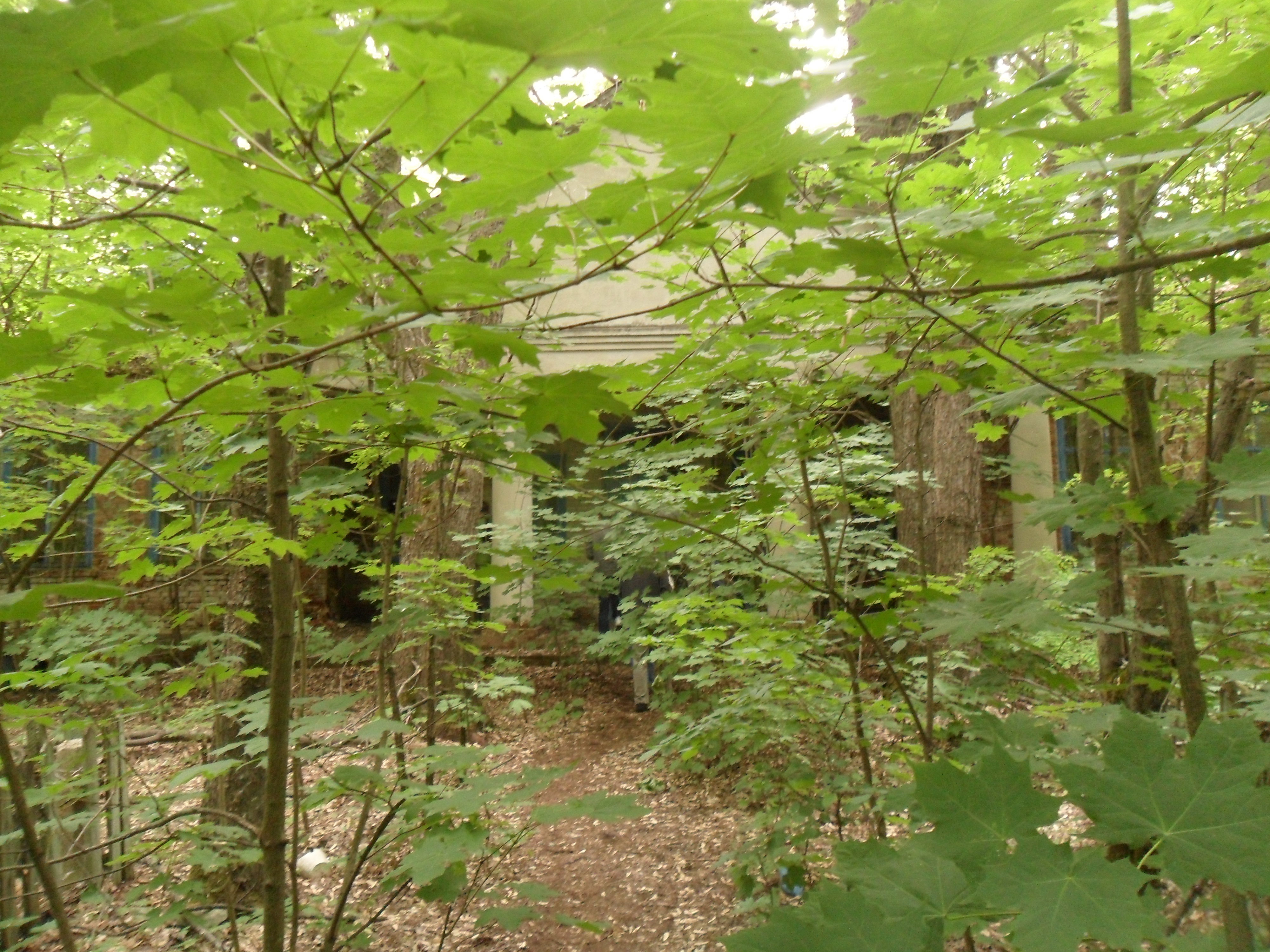

### Пам'ятник

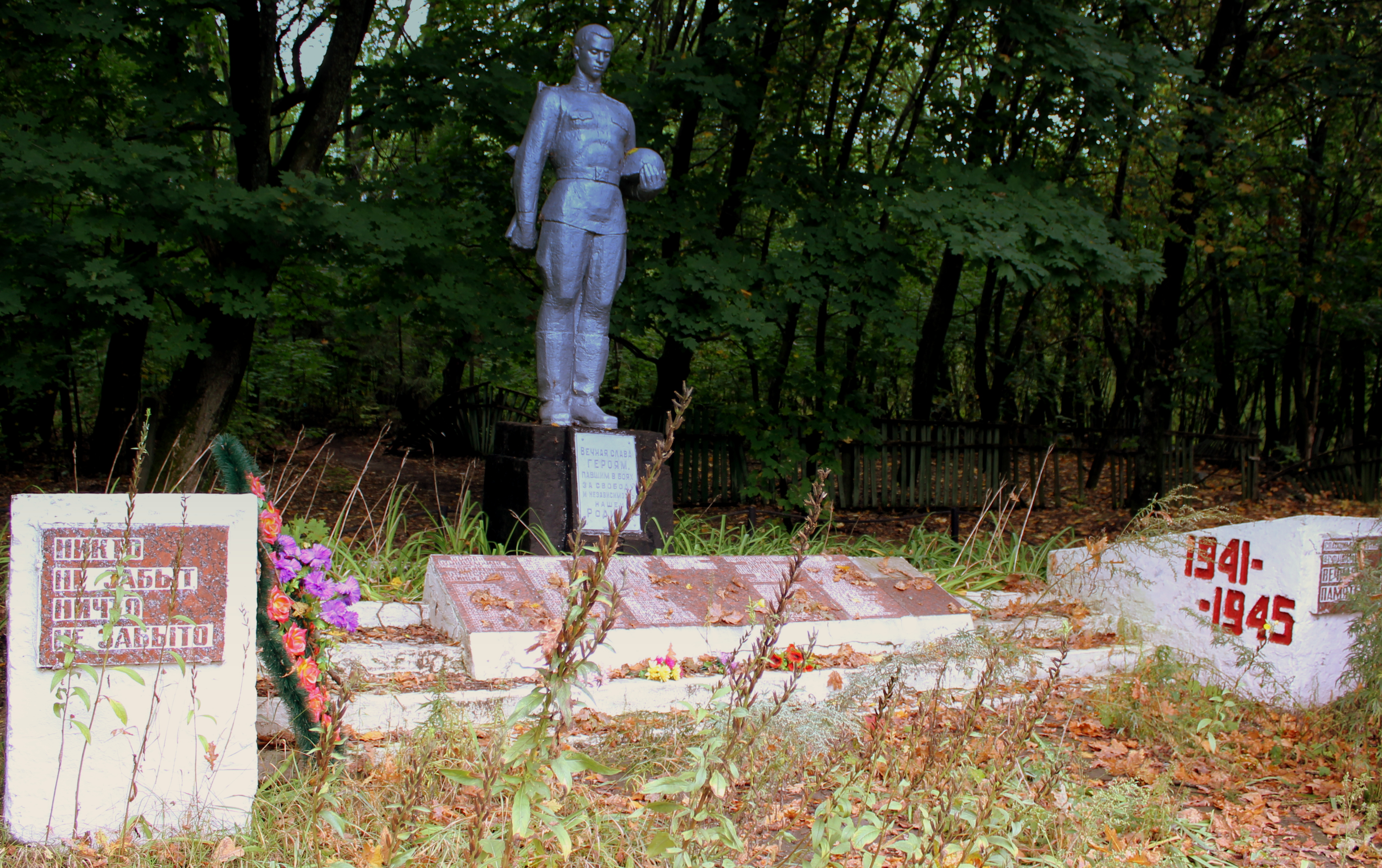
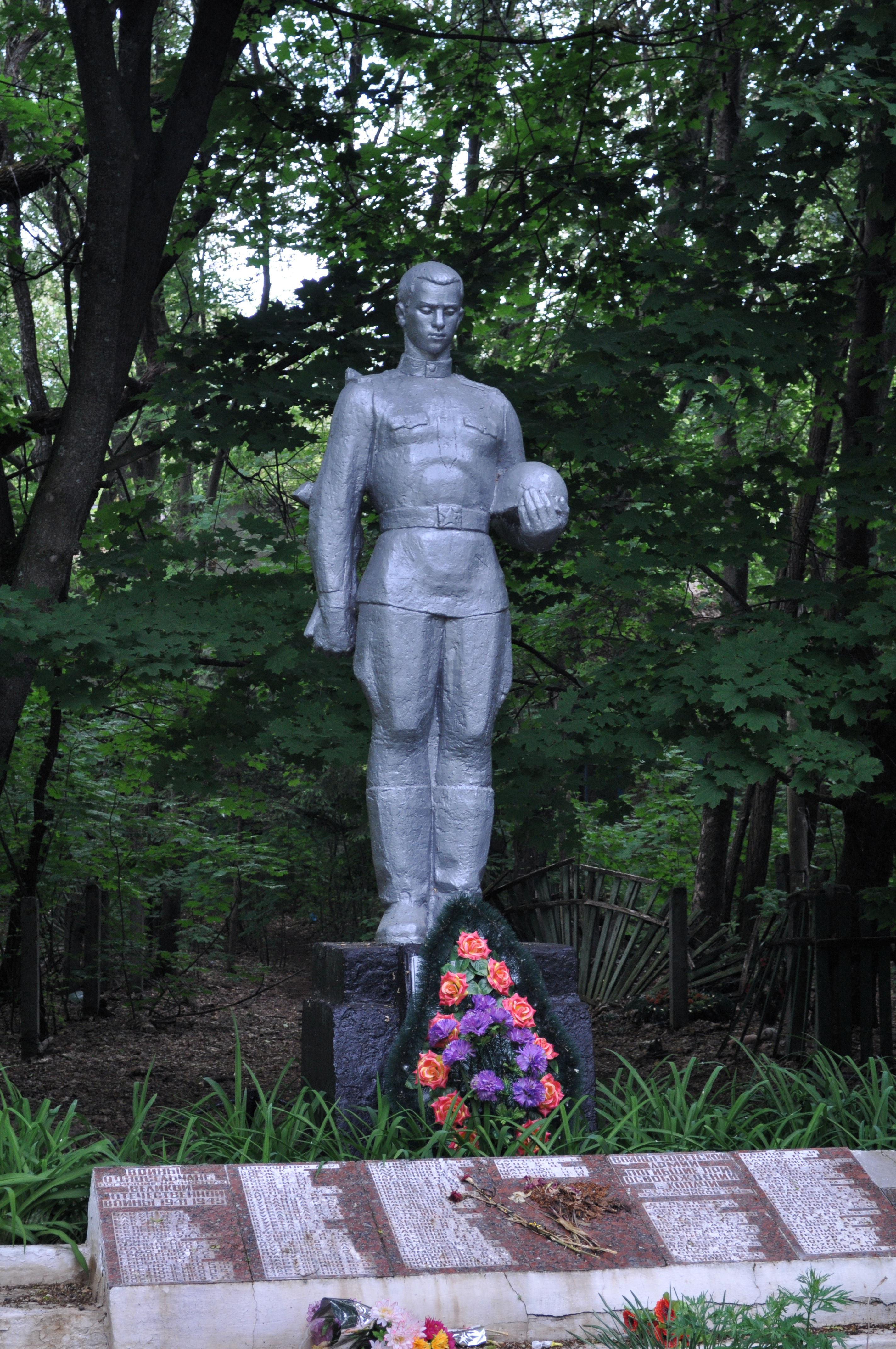
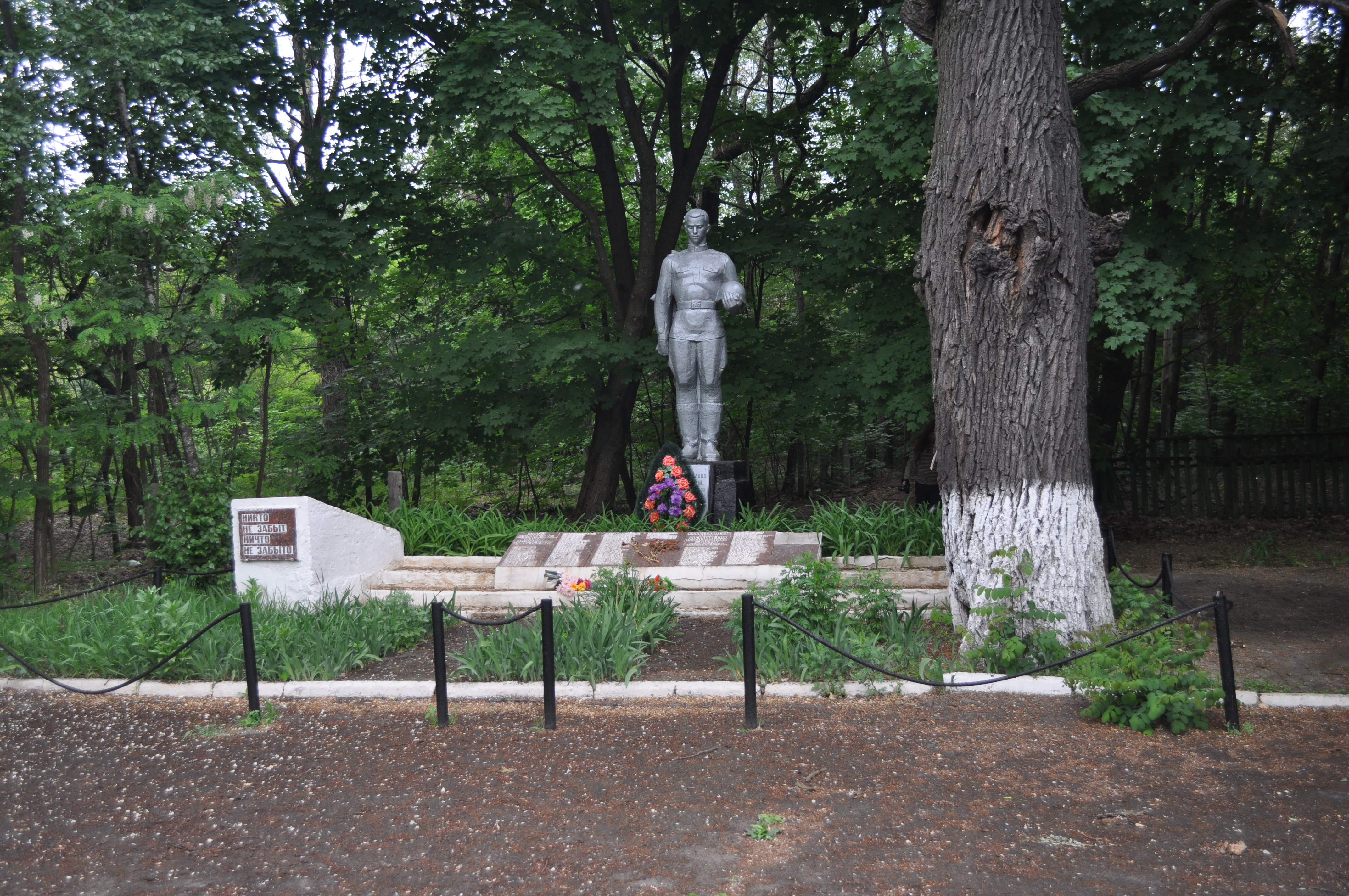
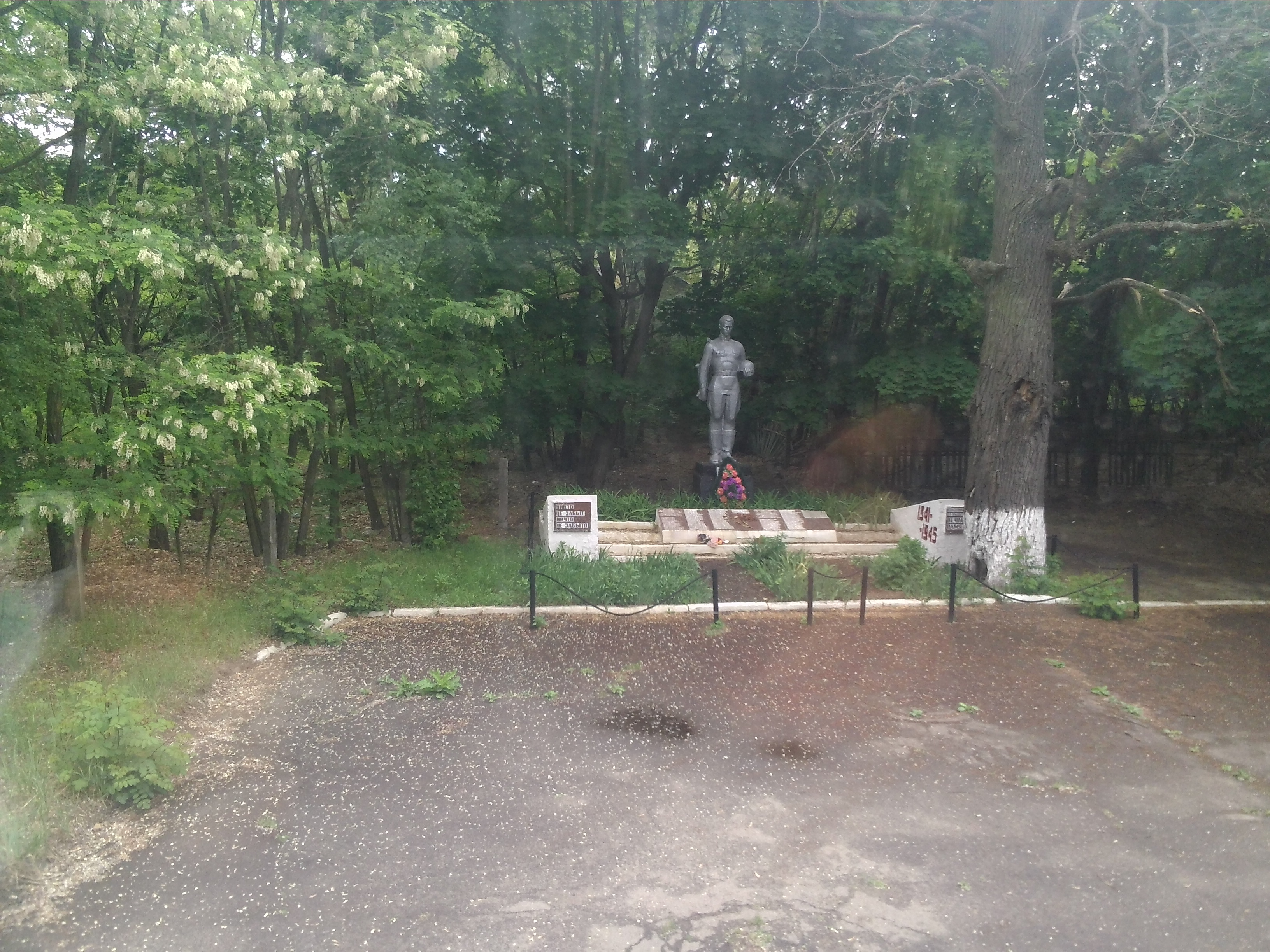
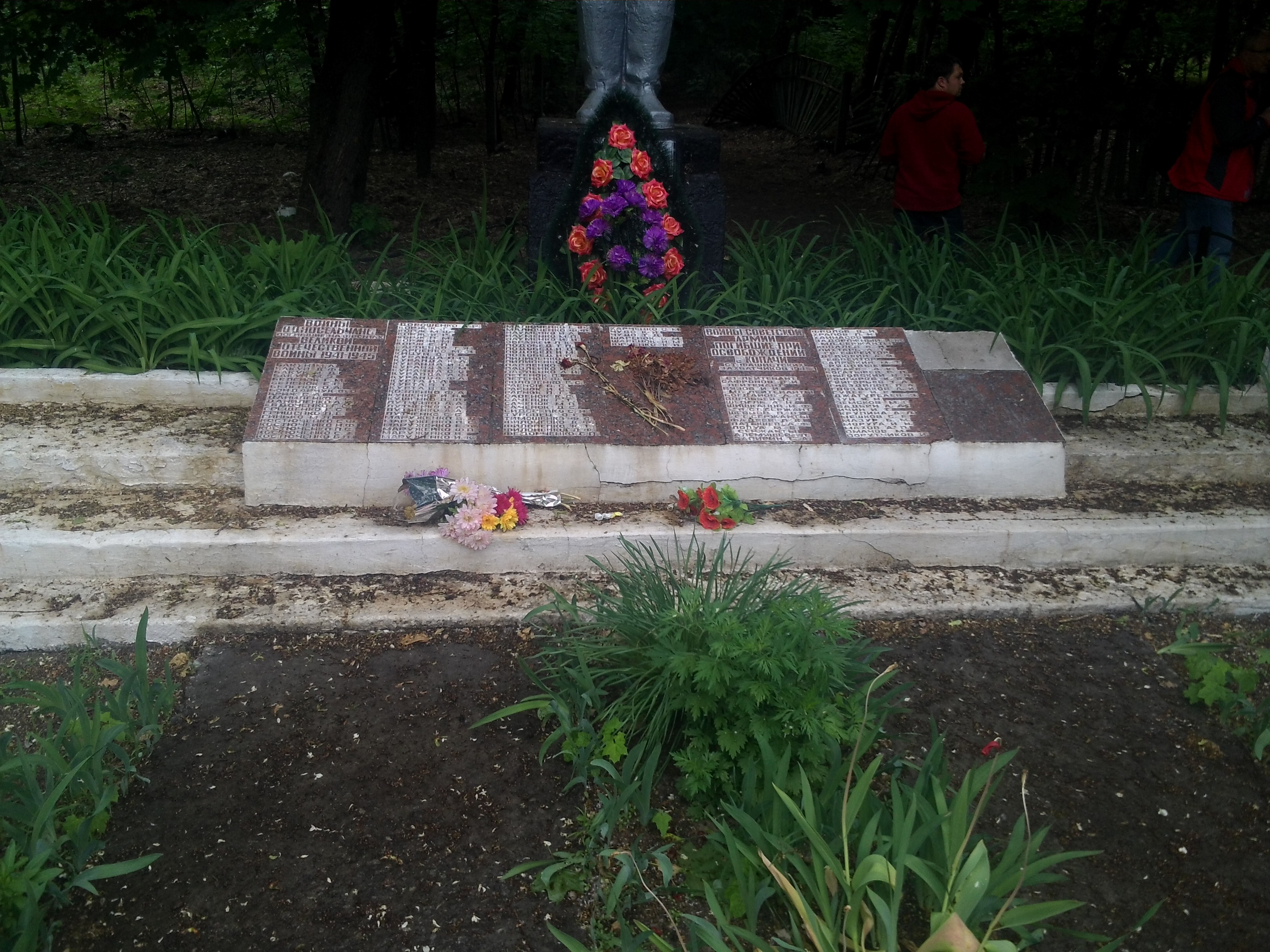

### Загальні фото

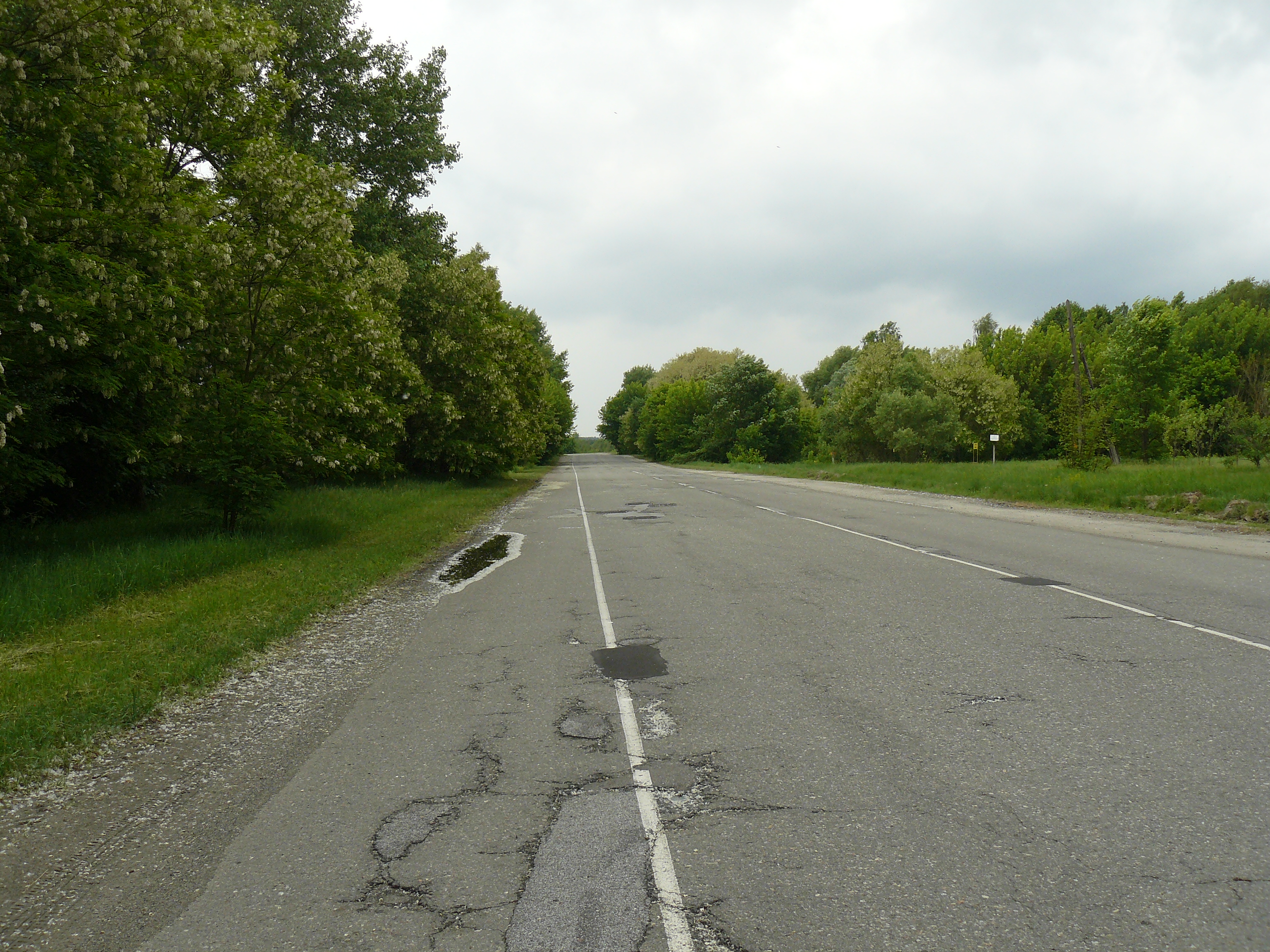
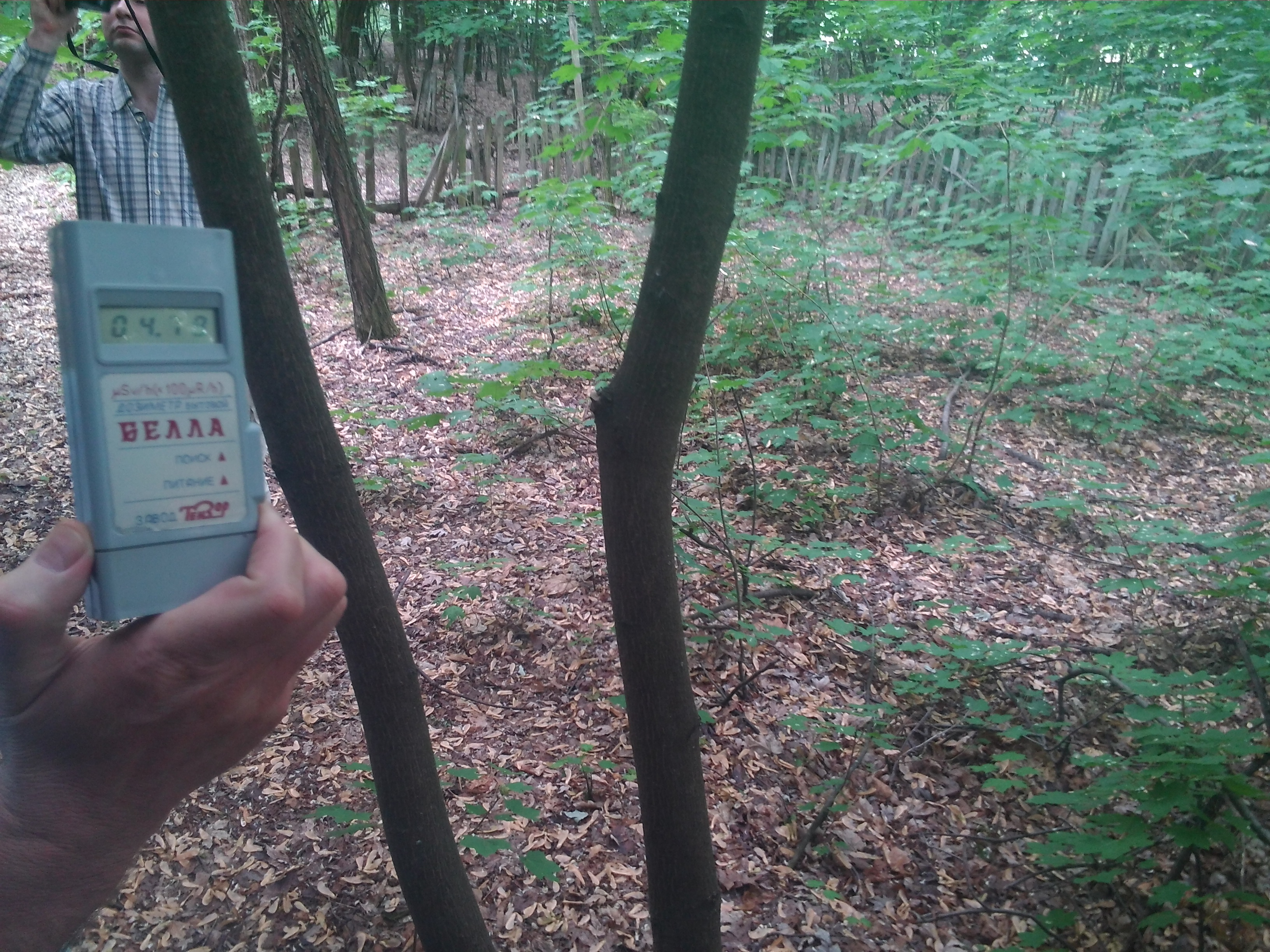
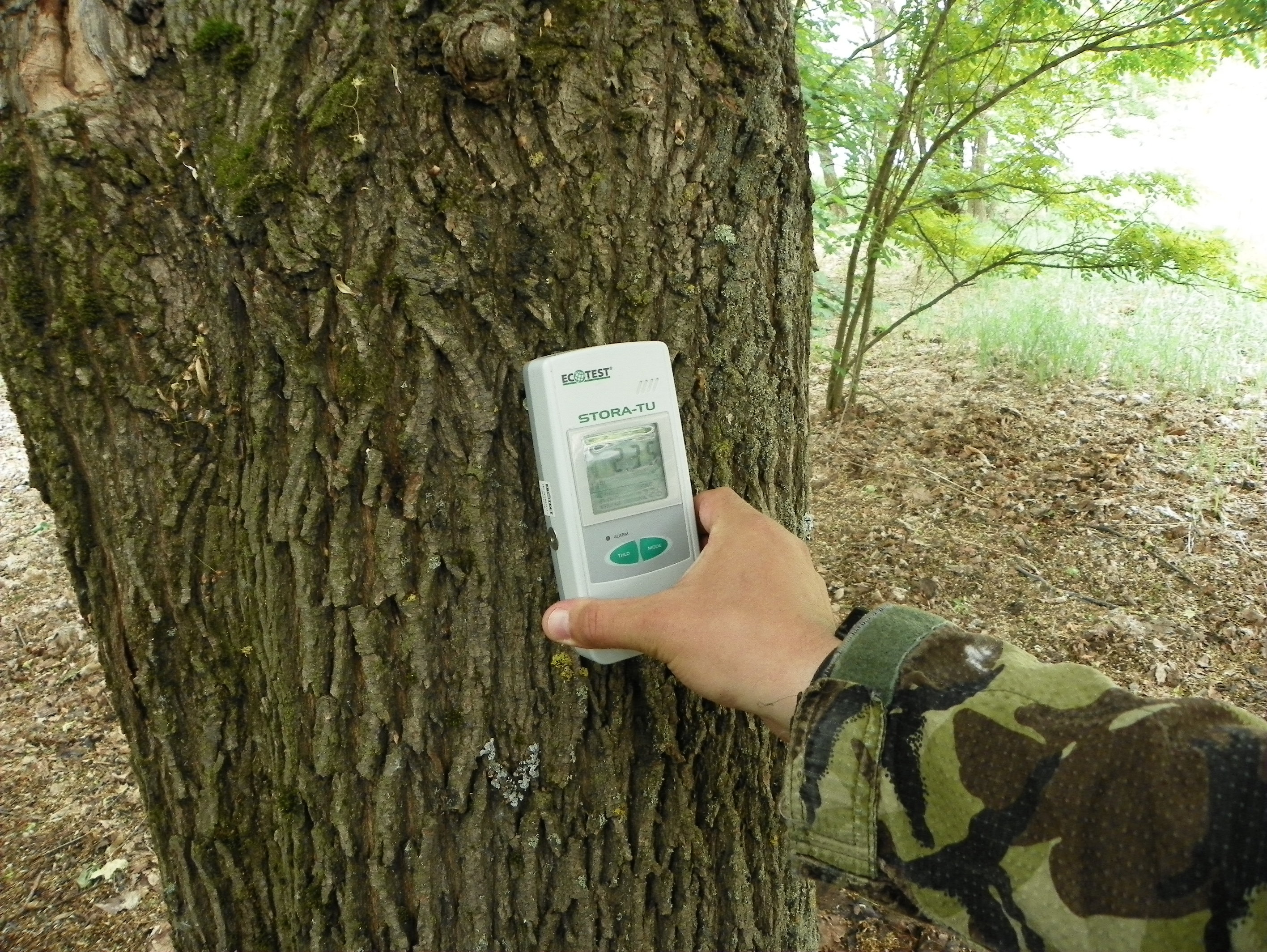
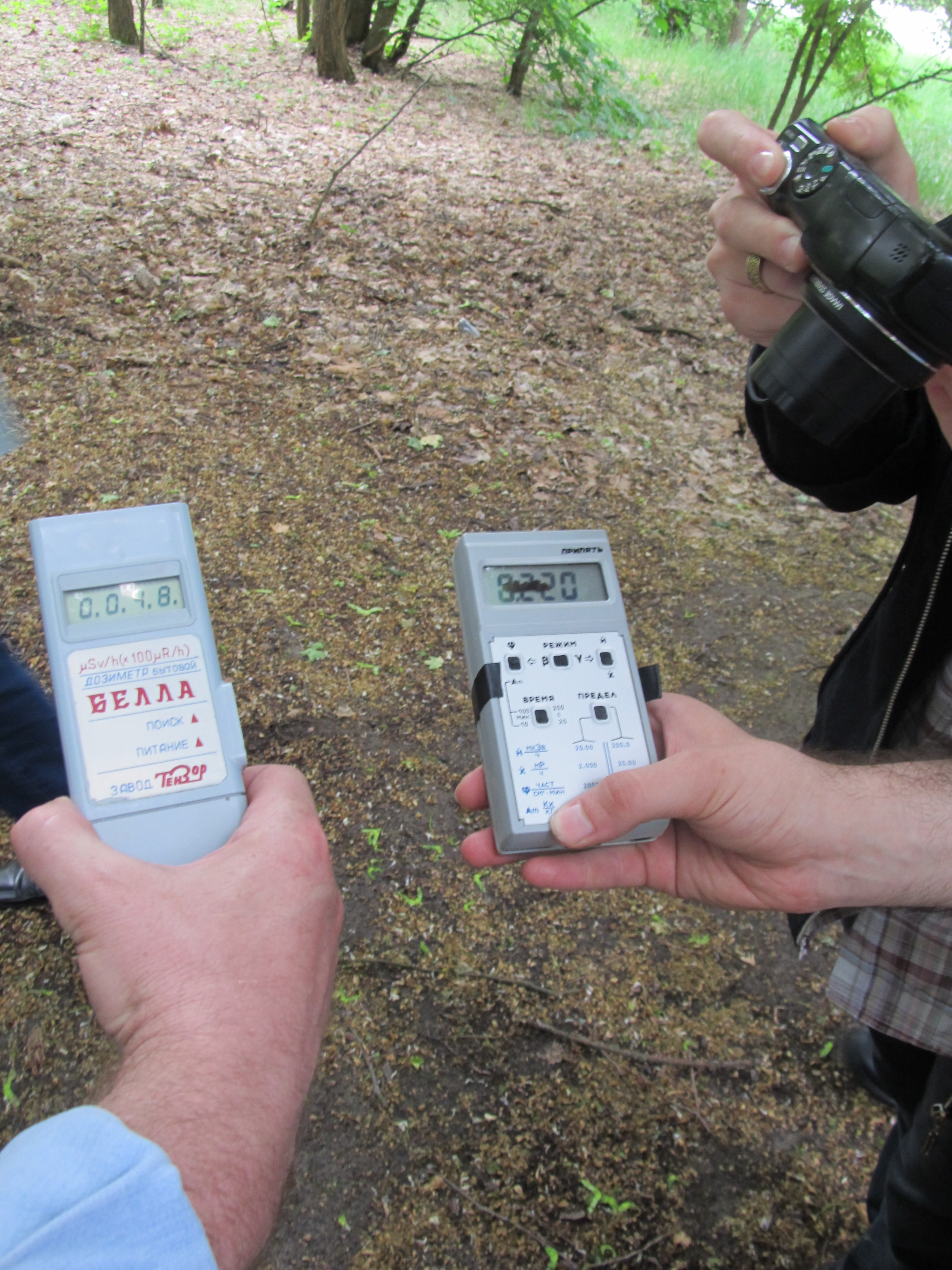
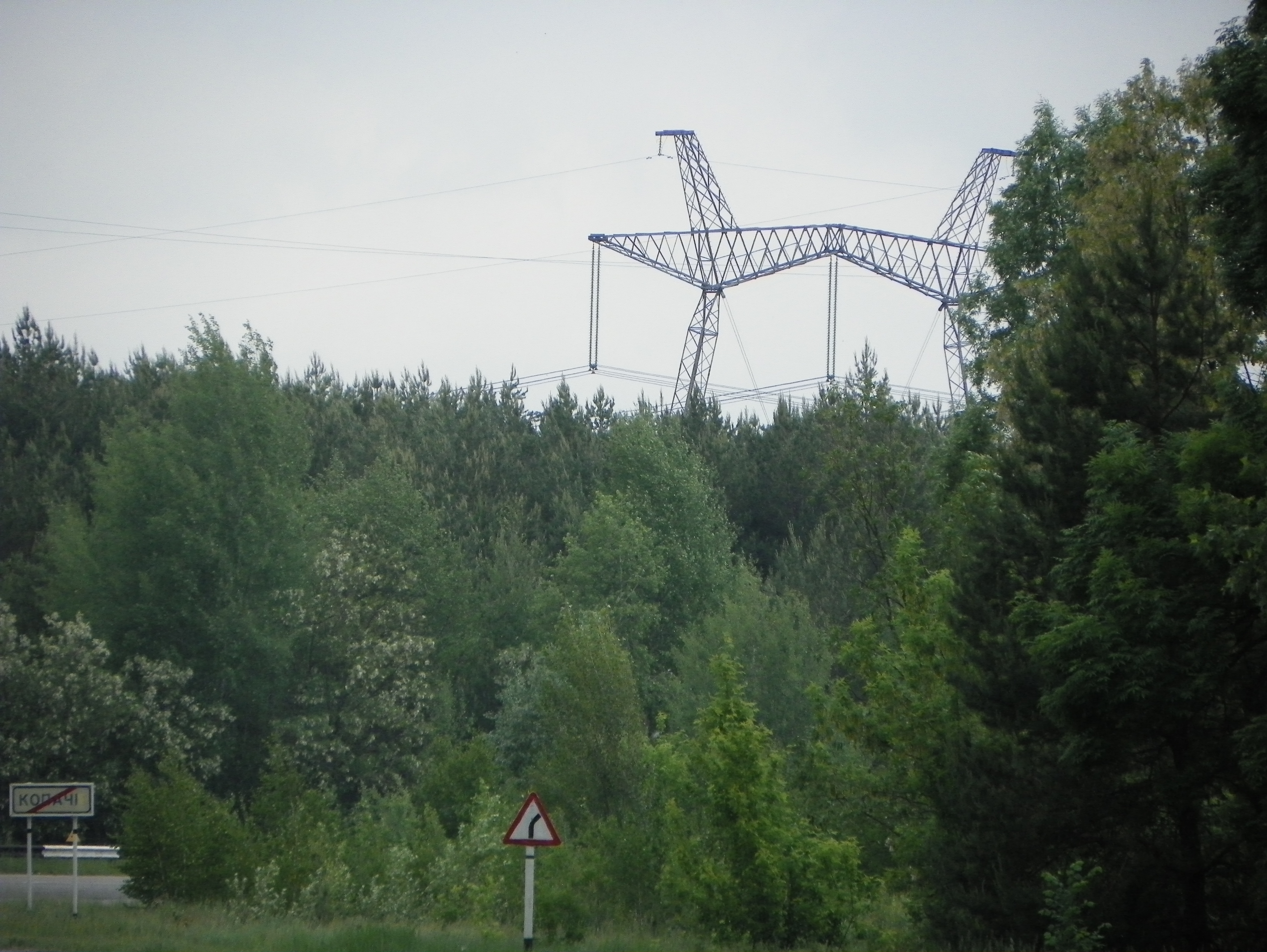
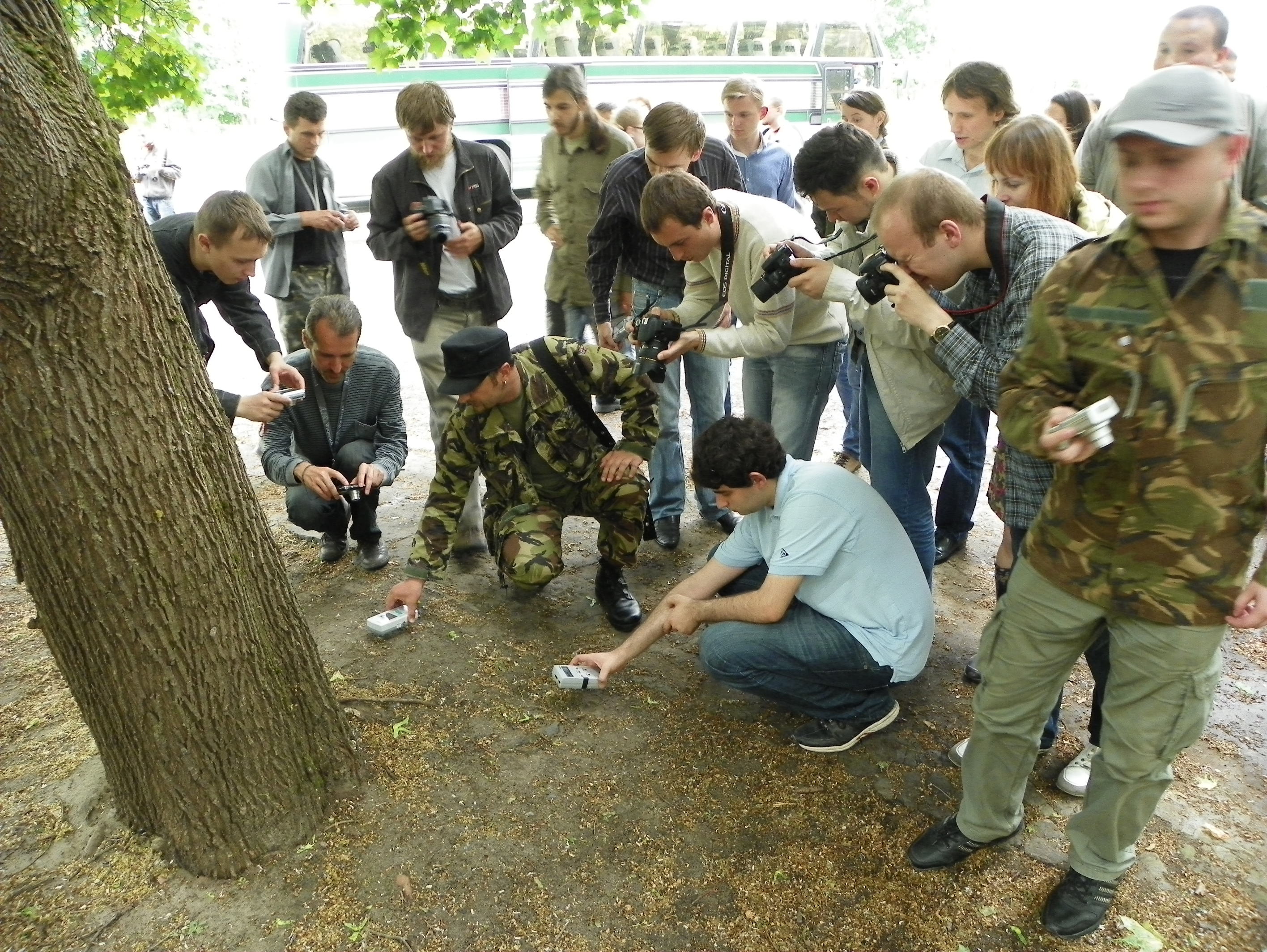
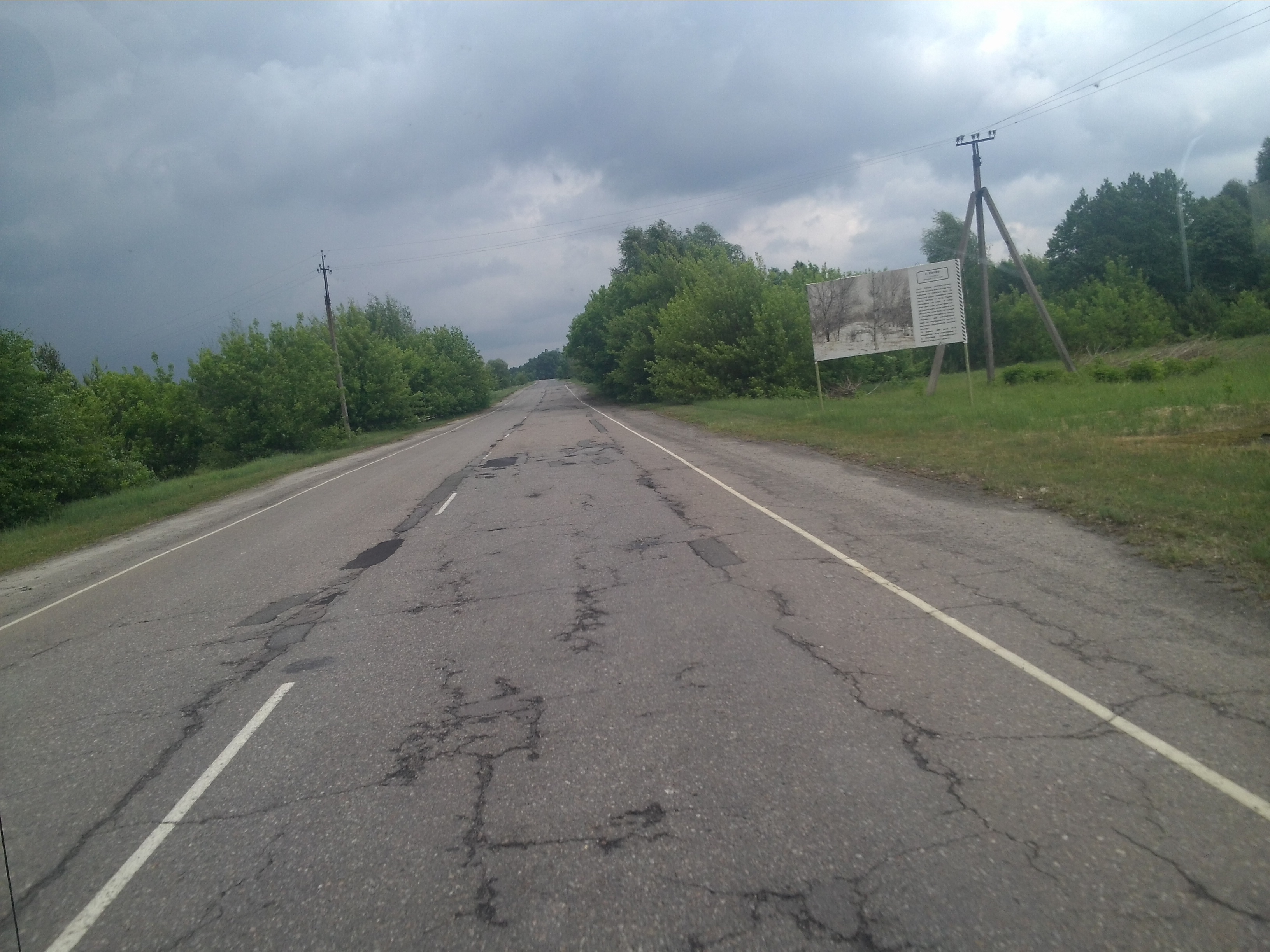
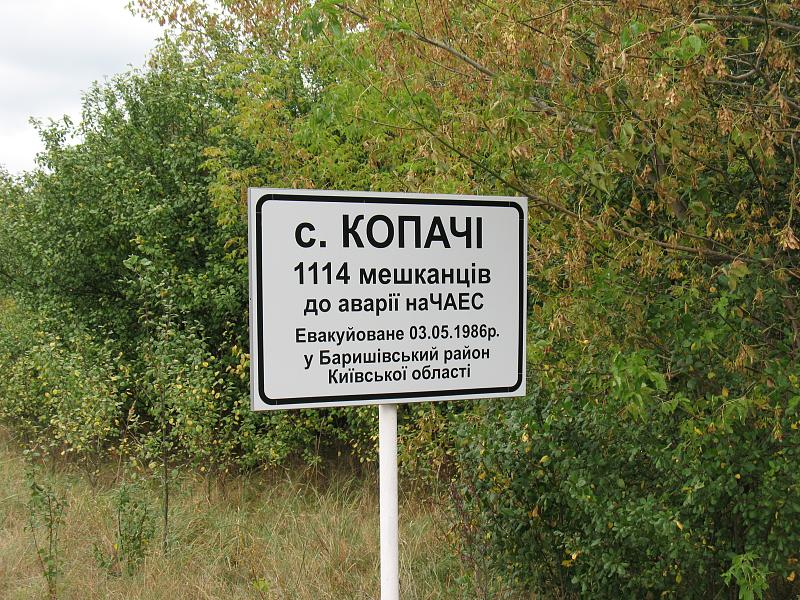